# Ingeniería eléctrica
La ingeniería eléctrica es el campo de la ingeniería que se ocupa del estudio y la aplicación de la electricidad, electromagnetismo, electromecánica y la electrónica a sistemas eléctricos de potencia. Aplica conocimientos de ciencias como la física y las matemáticas, se ocupa de la generación, transmisión, distribución, utilización de energía eléctrica y los aparatos eléctricos conectados a un sistema  eléctrico de potencia, un sistema eléctrico de potencia es un conjunto de componentes eléctricos instalados para suministrar, transferir y usar energía eléctrica. Un ejemplo de un sistema eléctrico de potencia es la red eléctrica que proporciona energía a un área extendida. Aunque gran parte del campo se ocupa de los problemas de la alimentación de CA trifásica, el estándar para la transmisión y distribución de energía a gran escala, una fracción significativa del campo se ocupa de la conversión entre alimentación de CA y CC, diseño y desarrollo de aparatos de un sistema eléctrico de potencia como las máquinas eléctricas, disyuntores, condensadores, relés de protección, etc., y al diseño de sistemas eléctricos de potencia especializados como los utilizados en aviones, sistemas ferroviarios eléctricos, transatlánticos, submarinos, automóviles,etc. 
Dada su evolución en el tiempo, este campo ahora abarca una serie de disciplinas que incluyen la electrotecnia, la electrónica, los sistemas de control y las telecomunicaciones.

## Historia
La electricidad es una especie de "agua" en el campo de la conversión y el uso de energía. La electricidad se puede obtener de muchas formas diferentes: mecánica (músculo, hidro, viento, vapor, generadores ICE, etc., triboelectricidad, piezoelectricidad, efecto Villari, experimento Mandelstam-Papaleksi), Térmica (termopares, RTGs), químico (baterías galvánicas, acumuladores, pilas de combustible, generadores MHD), ligero (células fotovoltaicas, nanoantenas), biológico (mioelectricidad, rayos eléctricos, anguila eléctrica), sonido (micrófonos), inducción (antenas, rectennas), el Dorn efecto. Al mismo tiempo, se pueden realizar procesos inversos: la conversión de electricidad en fuerza mecánica (motores eléctricos, electroimanes, magnetostricción, bombas MHD, experimentos de Galvani, electroestimulación), calor (elementos calefactores, calentamiento por inducción, encendido por chispa, elementos Peltier), luz, radiación UV e IR (lámparas incandescentes, led, tubos de rayos catódicos), procesos químicos (electroquímica, plasmatrones, galvanoplastia), ondas sonoras (cabezales dinámicos, emisores piezoeléctricos), radiación electromagnética (antenas, magnetrones, lámparas de ondas viajeras) , electroforesis. Con los mismos métodos, es posible registrar varios parámetros de dispositivos industriales, domésticos y científicos. Por lo tanto, utilizando un fenómeno físico, es posible satisfacer una gran variedad de necesidades humanas. Esto es lo que proporcionó el uso más amplio de la electricidad en la vida moderna, la industria y la investigación científica.
La electricidad ha sido materia de interés científico desde principios del siglo XVII. El primer ingeniero electricista fue probablemente William Gilbert quien diseñó el "versorium", un aparato que detectaba la presencia de objetos estáticamente cargados. Él también fue el primero en marcar una clara distinción entre electricidad magnética y estática y se le atribuye la creación del término electricidad. En 1775 la experimentación científica de Alessandro Volta resultó en la creación del electróforo, un aparato que producía carga eléctrica estática, y por el 1800 Volta inventó la pila voltáica, el predecesor de la batería eléctrica.

### sigloXIX

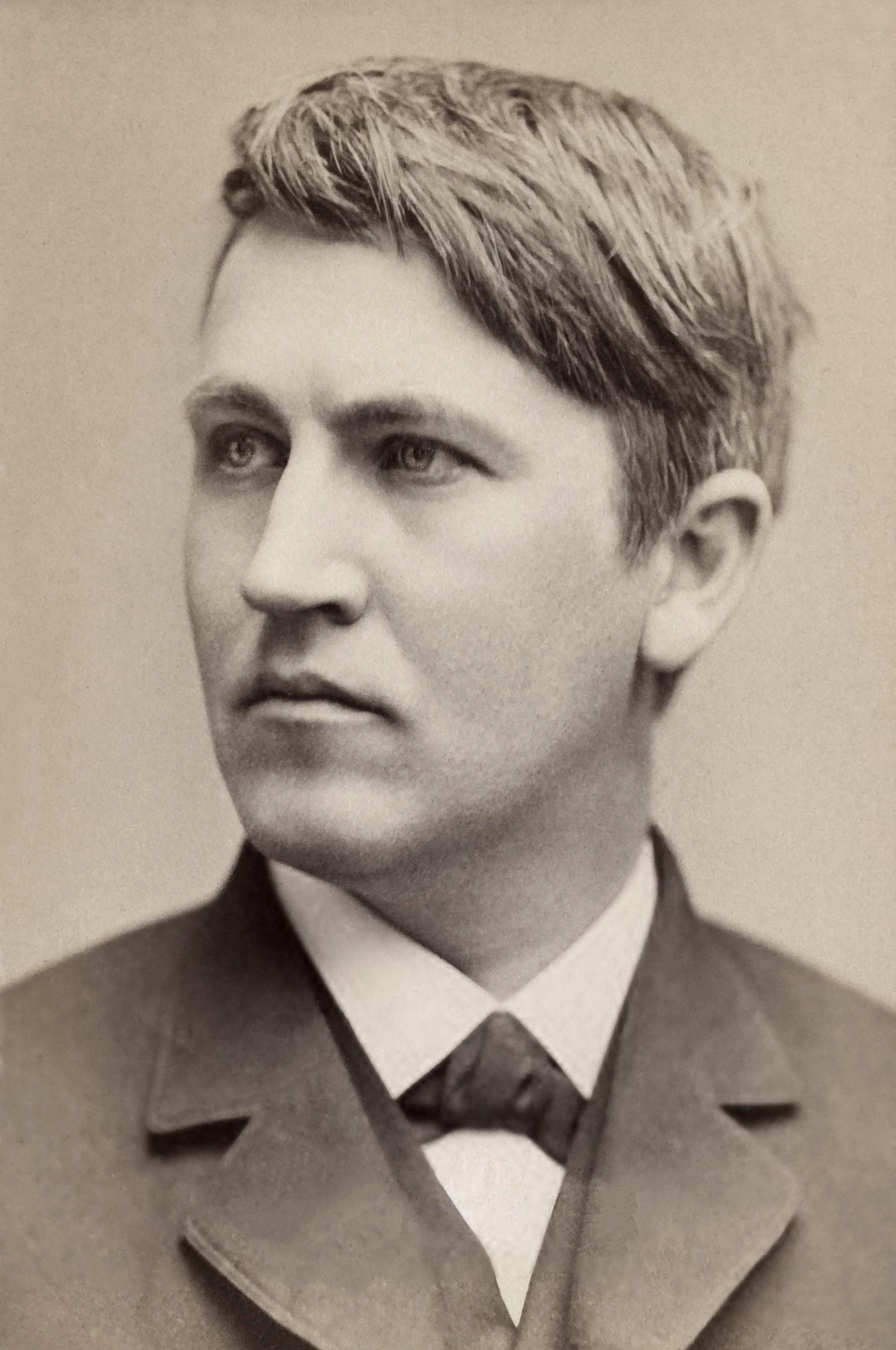
Thomas Edison construyó la primera red de energía eléctrica del mundo.

Sin embargo, no fue hasta el siglo XIX que las investigaciones dentro de la ingeniería eléctrica empezaron a intensificarse. Algunos de los desarrollos notables en este siglo incluyen el trabajo de Georg Ohm, quien en 1827 midió la relación entre corriente eléctrica y la diferencia de potenciales en un conductor, Michael Faraday el que descubrió la inducción electromagnética en 1831, y James Clerk Maxwell, quien en 1873 publicó la teoría unificada de la electricidad y magnetismo en su tratado Electricity and Magnetism.

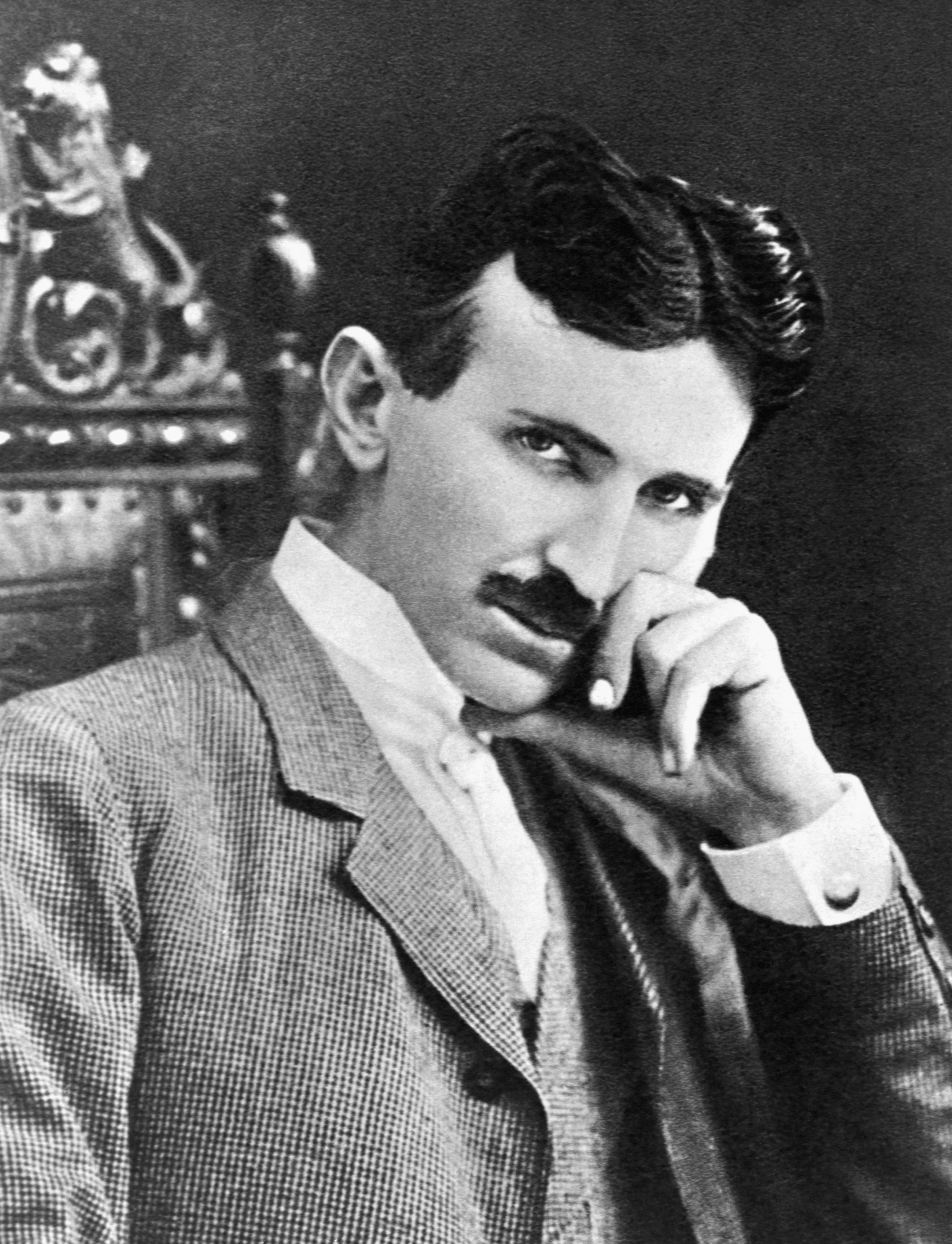
Nikola Tesla hizo posibles las redes de transmisión de energía eléctrica de larga distancia.

Durante estos años, el estudio de la electricidad era ampliamente considerado como una rama de la física. No fue hasta finales del siglo XIX que las universidades empezaron a ofrecer carreras en ingeniería eléctrica. La Universidad Técnica de Darmstadt tuvo la primera cátedra y facultad de ingeniería eléctrica en 1882. En 1883 la Universidad Técnica de Darmstadt y la Universidad Cornell empezaron a dar los primeros cursos de ingeniería eléctrica, y en 1885 el University College de Londres fundó la primera cátedra de ingeniería eléctrica en el Reino Unido. La Universidad de Misuri estableció el primer departamento de ingeniería eléctrica en los Estados Unidos en 1886.
Durante este período, el trabajo relacionado con la ingeniería eléctrica se incrementó rápidamente. En 1882, Thomas Edison encendió la primera red de energía eléctrica de gran escala que proveía 110 voltios de corriente continua a 59 clientes en el bajo Manhattan. En 1887, Nikola Tesla llenó un número de patentes sobre una forma de distribución de energía eléctrica conocida como corriente alterna. En los años siguiente una amarga rivalidad entre Edison y Tesla, conocida como "La guerra de las corrientes", tomó lugar sobre el mejor método de distribución. Finalmente, la corriente alterna remplazó a la corriente continua, mientras se expandía y se mejoraba la eficiencia de las redes de distribución energética.

### Los desarrollos más modernos

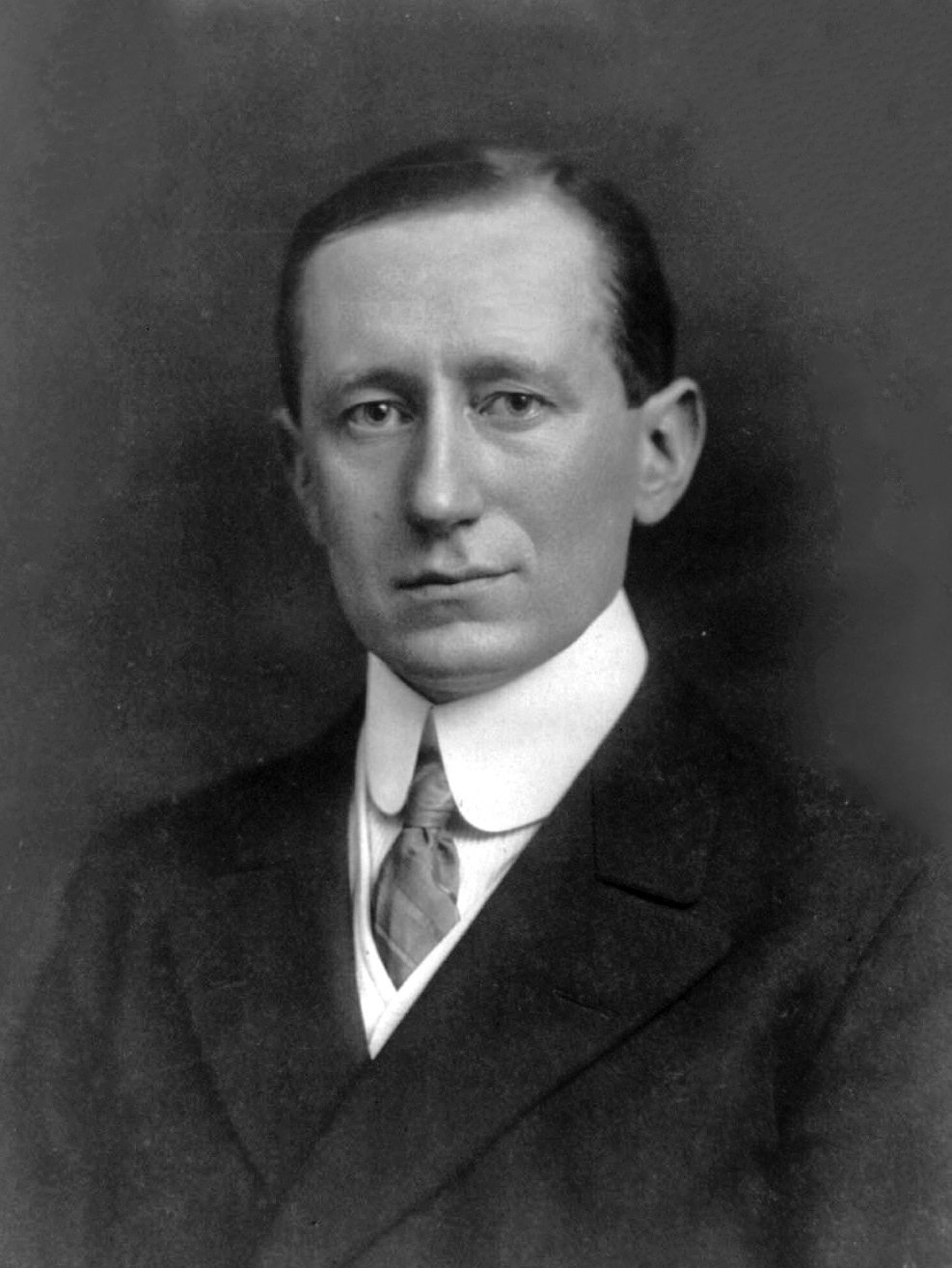
Guglielmo Marconi, conocido por su trabajo pionero en la transmisión de radio de larga distancia.

Durante el desarrollo de la radio, muchos científicos e inventores contribuyeron a la tecnología de la radio y la electrónica. En sus experimentos de la física clásica de 1888, Heinrich Hertz transmite ondas de radio con un transmisor de chispa, y los detectó mediante el uso de dispositivos eléctricos sencillos. El trabajo matemático de James Clerk Maxwell en 1850 demostró la posibilidad de las ondas de radio, pero Hertz fue el primero en demostrar su existencia. En 1895, Nikola Tesla fue capaz de detectar señales de radio desde el transmisor en su laboratorio en la ciudad de Nueva York a unas 50 millas de distancia, en West Point, Nueva York (unos 80 kilómetros).
En 1897, Karl Ferdinand Braun introdujo el tubo de rayos catódicos como parte de un osciloscopio, una tecnología que sería crucial para el desarrollo de la televisión.  John Fleming inventó el primer tubo de radio, el diodo, en 1904. Dos años más tarde, Robert von Lieben y Lee De Forest desarrollaron independientemente el tubo amplificador, denominado triodo. En 1895, Guglielmo Marconi promovieron el arte de métodos inalámbricos hertzianas. Al principio, envió señales inalámbricas a una distancia de una milla y media. En diciembre de 1901, envió ondas inalámbricas que no fueron afectadas por la curvatura de la Tierra. Marconi luego transmite las señales inalámbricas a través del Atlántico entre Poldhu, Cornualles, y San Juan de Terranova, una distancia de 2100 millas (3400 kilómetros). En 1920 Albert Hull desarrolló el magnetrón que finalmente conduce al desarrollo del horno de microondas en 1946 por Percy Spencer. En 1934, el ejército británico comenzó a dar pasos hacia el radar (que también utiliza el magnetrón) bajo la dirección del Dr. Wimperis, que culminó en la operación de la primera estación de radar en Bawdsey en agosto de 1936.
En 1941 Konrad Zuse presentó el Z3, primera computadora completamente funcional y programable del mundo a través de piezas electromecánicas. En 1943 Tommy Flowers diseñó y construyó el Colossus, primer equipo completamente funcional, electrónico, digital y programable del mundo. En 1946, el ENIAC (Electronic Numerical Integrator and Computer) de John Presper Eckert y John Mauchly seguido, del inicio de la era de la computación. El rendimiento de la aritmética de estas máquinas permite a los ingenieros desarrollar completamente nuevas tecnologías y lograr nuevos objetivos, entre ellos el programa Apolo, que culminó con astronautas en la Luna.

### Un gran avance en la electrónica completa - transistores de estado sólido
La invención del transistor a finales de 1947 por William B. Shockley, John Bardeen y Walter Brattain de los Laboratorios Bell abrió la puerta para los dispositivos más compactos y llevó al desarrollo del circuito integrado en 1958 por Jack Kilby y de forma independiente en 1959 por Robert Noyce. A partir de 1968, Ted Hoff y un equipo de la Intel Corporation inventó el primer comercial de microprocesador, que anunciaba el ordenador personal. El Intel 4004 fue un procesador de cuatro bits lanzado en 1971, pero en 1973, el Intel 8080, un procesador de ocho bits, hizo posible el primer ordenador personal, el Altair 8800.

## Áreas de conocimiento de la electricidad
La ingeniería eléctrica aplica conocimientos de ciencias como la física y la matemática.
Considerando que esta rama de la ingeniería resulta más abstracta que otras, la formación de un ingeniero electricista requiere una base matemática que permita la abstracción y entendimiento de los fenómenos electromagnéticos.
Tras este tipo de análisis ha sido posible comprender esta rama de la física, mediante un conjunto de ecuaciones y leyes que gobiernan los fenómenos eléctricos y magnéticos. Por ejemplo, el desarrollo de las leyes de Maxwell permite describir los fenómenos electromagnéticos y forman la base de la teoría del electromagnetismo. En el estudio de la corriente eléctrica, la base teórica parte de la ley de Ohm y las leyes de Kirchhoff. 
Además se requieren conocimientos generales de mecánica y de ciencia de materiales, para la utilización adecuada de materiales adecuados para cada aplicación.
Un ingeniero electricista debe tener conocimientos básicos de otras áreas afines, pues muchos problemas que se presentan en ingeniería son complejos e interdisciplinares.
Debe comprender y dominar los componentes de los sistemas eléctricos de potencia. 

## Áreas de desempeño

### Generación de energía eléctrica

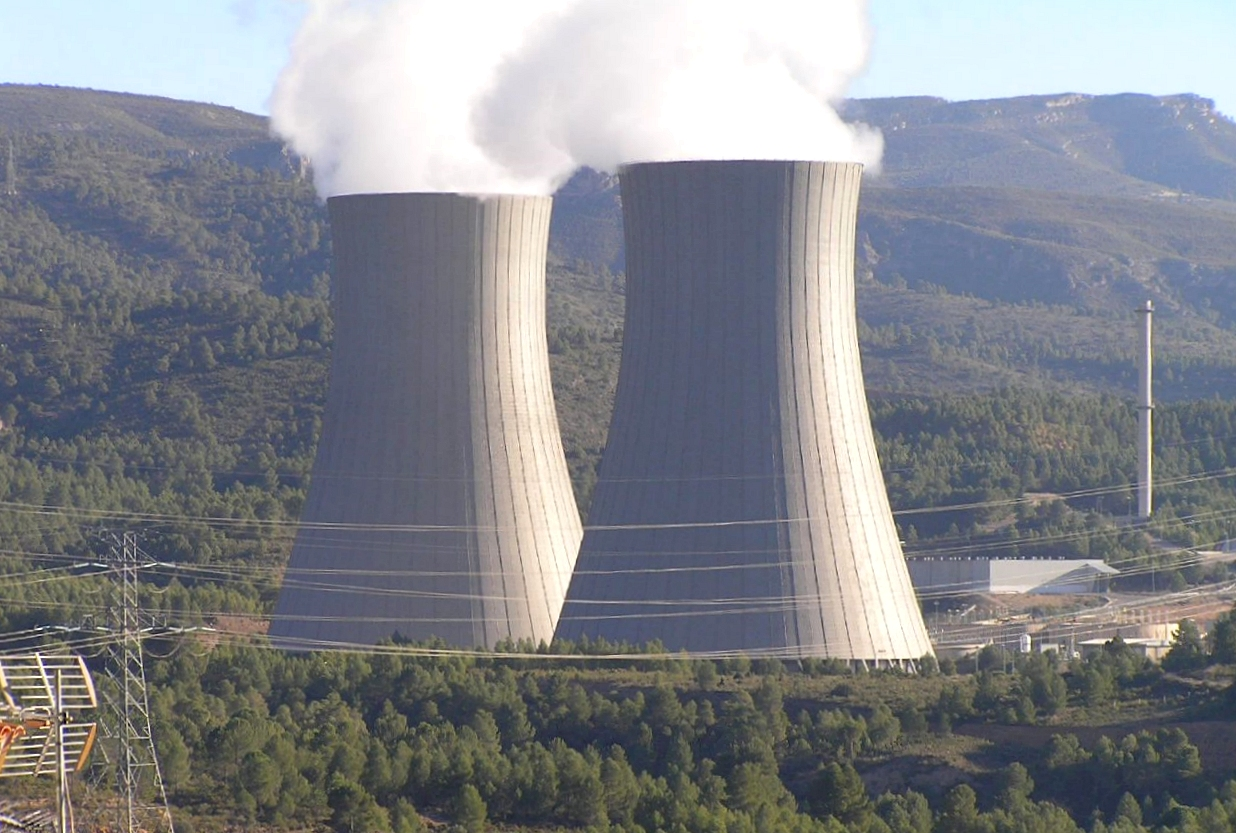
Planta de energía nuclear.

La generación de electricidad es el proceso de generar energía eléctrica a partir de fuentes de energía primaria. Para los servicios públicos de la industria de energía eléctrica, es la etapa previa a su entrega (transmisión, distribución, etc.) a los usuarios finales o su almacenamiento (utilizando, por ejemplo, el método de almacenamiento por bombeo). Comprende la selección, diseño y construcción de instalaciones 
La electricidad no está disponible gratuitamente en la naturaleza, por lo que debe ser "producida" (es decir, transformando otras formas de energía en electricidad). La producción se lleva a cabo en centrales eléctricas. La electricidad se genera con mayor frecuencia en una central eléctrica mediante generadores electromecánicos, impulsados principalmente por motores térmicos alimentados por combustión o fisión nuclear, pero también por otros medios, como la energía cinética del agua que fluye y el viento. Otras fuentes de energía incluyen energía solar fotovoltaica y energía geotérmica.

### Automatización, control, comunicación e instrumentación de centrales eléctricas
Una central eléctrica es una instalación industrial para la generación de energía eléctrica. Las centrales eléctricas generalmente están conectadas a una red eléctrica regional o nacional.
Una central eléctrica contiene miles de componentes y equipos, como motores, bombas o válvulas, que deben funcionar de manera bien coordinada. Esta coordinación se realiza mediante sistemas de instrumentación y control (I&C). Estos sistemas permiten al personal de la planta monitorear el estado de la central eléctrica de manera más efectiva, identificar oportunidades para mejorar el desempeño de los equipos y sistemas, y anticipar, comprender y responder a problemas potenciales. Básicamente, el propósito de los sistemas de I&C en las centrales eléctricas es permitir y respaldar la generación de energía segura y confiable mediante el control de los procesos de la planta.
La arquitectura del sistema I&C, junto con el personal de operaciones de la planta, actúa como el "sistema nervioso central" de una central eléctrica.
A través de sus elementos constitutivos, tales como equipos, módulos, sensores, transmisores, motores, válvulas y otros, el sistema de I&C detecta los parámetros de la planta, monitorea el desempeño, integra información y hace ajustes automáticos a las operaciones de la central eléctrica según sea necesario. También responde a fallas y eventos anormales, asegurando así una producción de energía eficiente y seguridad. Se presta especial atención al diseño, prueba, operación, mantenimiento, concesión de licencias, operación y modernización de los sistemas de I&C.
.Los sistemas de automatización para plantas de energía se han vuelto cada vez más sofisticados gracias a importantes avances en hardware y software informáticos. Además de proporcionar un mayor grado de automatización de la planta, estos avances también han proporcionado la capacidad de controlar más de cerca todos los procesos de una planta de energía. Esto, a su vez, ha significado que las operaciones de la planta se pueden optimizar contra una variedad de parámetros para proporcionar una mayor eficiencia y una mayor flexibilidad.
Estos sistemas avanzados mejoran el rendimiento de toda la planta y, en consecuencia, la economía y la seguridad de las centrales eléctricas presentes y futuras. Los sistemas de monitoreo y medición digitales modernos también pueden contribuir a la seguridad física y cibernética, si se diseñan con la seguridad como un requisito fundamental.

### Automatización, control, comunicación e instrumentación de subestaciones eléctricas
Una subestación es parte de un sistema de generación, transmisión y distribución eléctrica. Las subestaciones transforman el voltaje de alto a bajo, o al revés, o realizan cualquiera de varias otras funciones importantes. Entre la estación generadora y el consumidor, la energía eléctrica puede fluir a través de varias subestaciones a diferentes niveles de voltaje. Una subestación puede incluir transformadores para cambiar los niveles de voltaje entre voltajes de transmisión altos y voltajes de distribución más bajos, o en la interconexión de dos voltajes de transmisión diferentes.

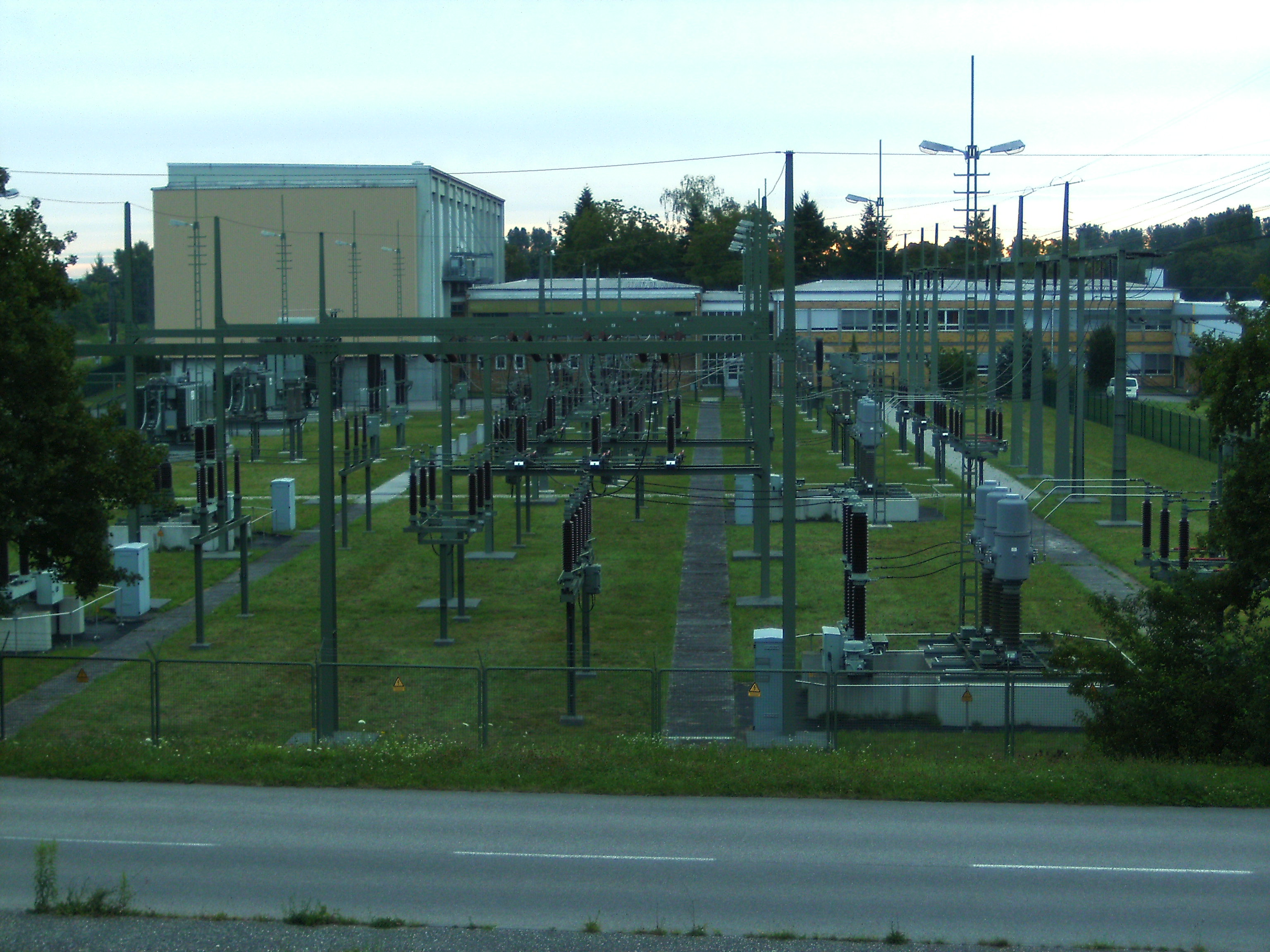
Subestación de tracción

Con la introducción de la tecnología de microprocesadores, los dispositivos de control y protección digital se volvieron más inteligentes. Los nuevos dispositivos electrónicos inteligentes (IED) pueden recopilar y registrar información sobre muchos parámetros diferentes de un sistema, procesarlos basándose en una lógica compleja en una fracción de segundo y tomar decisiones sobre situaciones anormales para enviar comandos de control a interruptores y disyuntores para eliminar la falla.
Además de su capacidad de procesamiento superior, los dispositivos de subestación modernos también pueden almacenar información en su almacenamiento interno durante un cierto período y transferir esta información a aplicaciones de terceros para su posterior estudio y análisis. Los IED ahora pueden enviar información a un usuario local o remoto a través de diferentes tipos de comunicación. Esto brinda a los operadores más flexibilidad sobre cómo y cuándo procesar la información para proporcionar un tiempo de recuperación rápido de una interrupción en la subestación.    
Con más información disponible de forma remota, se desarrollaron nuevos sistemas de supervisión para facilitar la tarea de un administrador de sistemas en el centro de control. Un sistema de control de supervisión y adquisición de datos (SCADA) puede recopilar información de varios IED en un sistema eléctrico a través de diferentes métodos de comunicación y luego controlarlos y monitorearlos utilizando varias tecnologías de visualización, incluso automatizando la tarea de supervisión basada en parámetros y algoritmos predefinidos.
Se implementa una interfaz hombre-máquina (HMI) en cada subestación para proporcionar a los operadores las capacidades de control y monitoreo local que a menudo son necesarias durante la configuración, puesta en servicio o mantenimiento de la subestación. 

### Transmisión de energía eléctrica

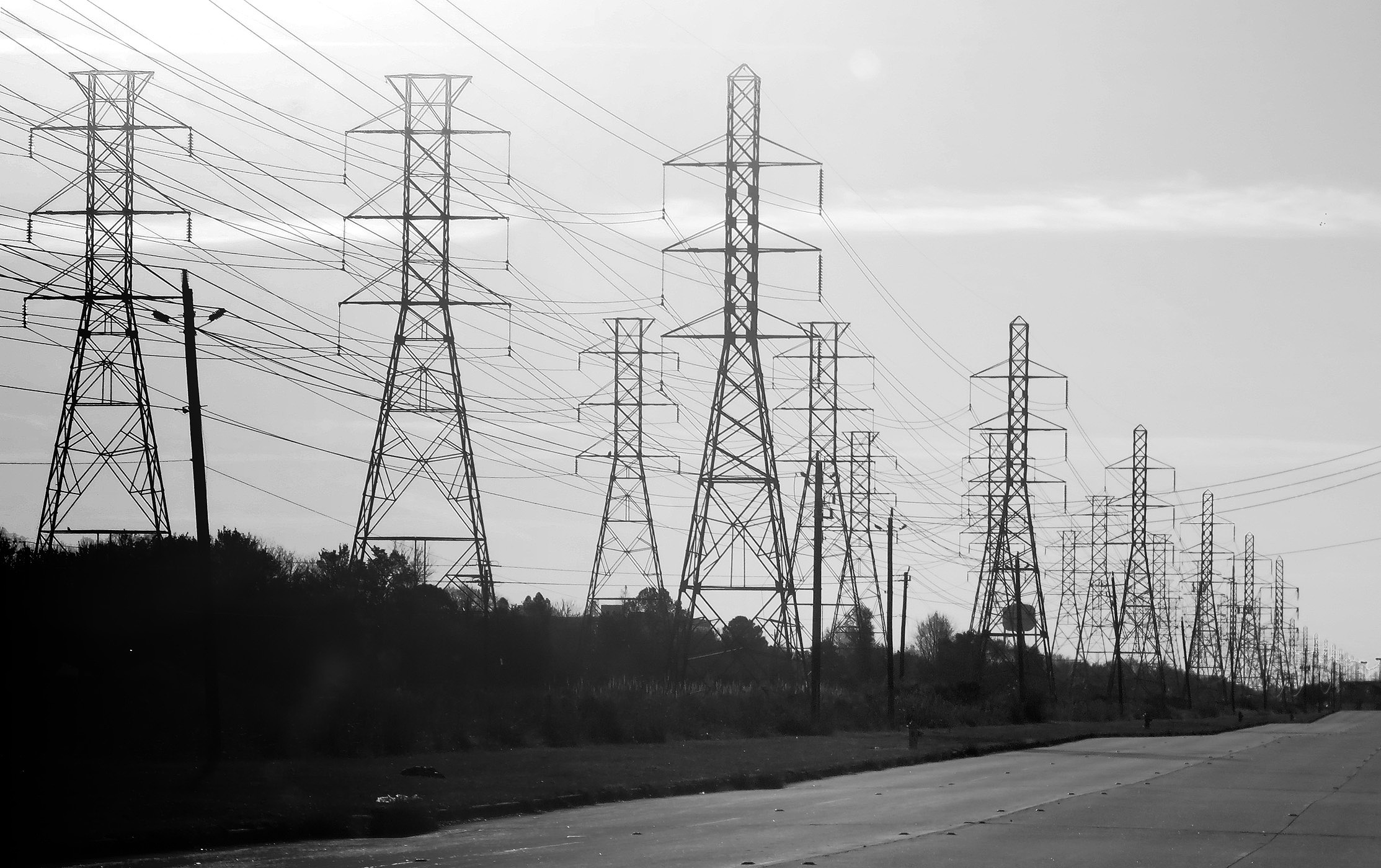
Torres de alta tensión.

La transmisión de energía eléctrica es el movimiento masivo de energía eléctrica desde un sitio de generación, como una planta de energía, a una subestación eléctrica. Las líneas interconectadas que facilitan este movimiento se conocen como red de transmisión. Esto es distinto del cableado local entre las subestaciones de alto voltaje y los clientes, que generalmente se conoce como distribución de energía eléctrica. La red combinada de transmisión y distribución es parte de la entrega de electricidad, conocida como red eléctrica.
La transmisión eficiente implica reducir las corrientes aumentando el voltaje antes de la transmisión y disminuyéndolo en una subestación en el extremo más alejado. Para la transmisión de energía de CA, la subida y bajada se realiza mediante transformadores.
Una red síncrona de área amplia, también conocida como "interconexión" en América del Norte, conecta directamente muchos generadores que suministran energía de CA con la misma frecuencia relativa a muchos consumidores. Por ejemplo, hay cuatro interconexiones principales en América del Norte (la interconexión occidental, la interconexión oriental, la interconexión de Quebec y la red del Consejo de Confiabilidad Eléctrica de Texas (ERCOT)). En Europa, una gran red conecta la mayor parte de Europa continental.
Históricamente, las líneas de transmisión y distribución eran propiedad de la misma empresa, pero a partir de la década de 1990, muchos países han liberalizado la regulación del mercado eléctrico de formas que han llevado a la separación del negocio de transmisión de electricidad del negocio de distribución. España es un ejemplo al respecto.

### Distribución de energía eléctrica

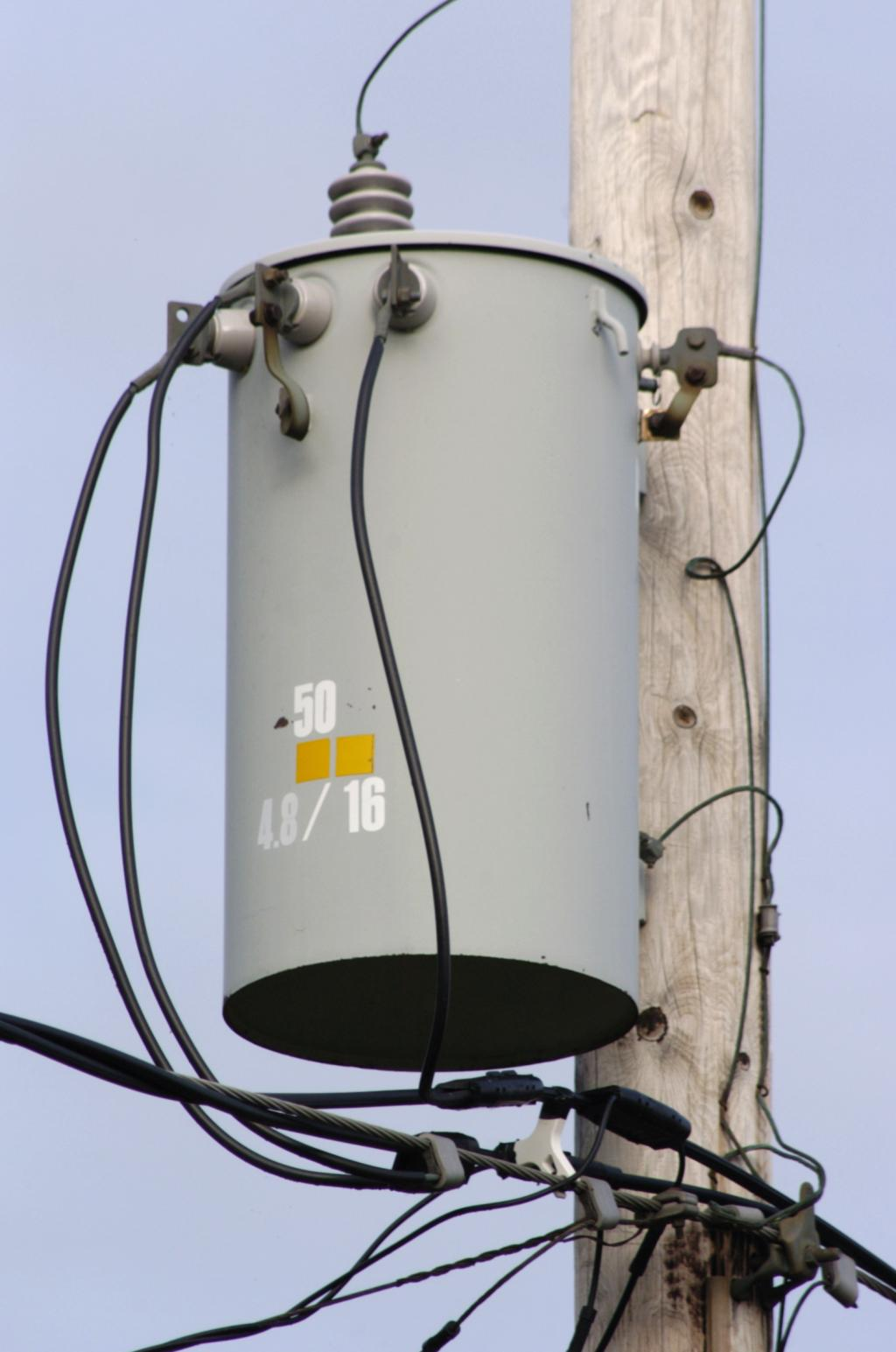
Un transformador de distribución montado en poste de 50 kVA.

La distribución de energía eléctrica es la etapa final en la entrega de energía eléctrica ; lleva electricidad desde el sistema de transmisión a los consumidores individuales. Las subestaciones de distribución se conectan al sistema de transmisión y bajan la tensión de transmisión a media tensión entre2  kV y35 kV con el uso de transformadores.  Las líneas de distribución primarias llevan esta energía de media tensión a los transformadores de distribución ubicados cerca de las instalaciones del cliente. Los transformadores de distribución vuelven a bajar la tensión a la tensión de utilización utilizada por la iluminación, los equipos industriales y los electrodomésticos. A menudo, varios clientes se abastecen desde un transformador a través de líneas de distribución secundarias. Los clientes comerciales y residenciales están conectados a las líneas de distribución secundarias a través de caídas de servicio. Los clientes que exigen una cantidad de energía mucho mayor pueden conectarse directamente al nivel de distribución principal o al subtransmisor nivel. 
Trazado general de redes eléctricas. Los voltajes y cargas son típicos de una red europea.
La transición de transmisión a distribución ocurre en una subestación de energía, que tiene las siguientes funciones: 
- Los disyuntores e interruptores permiten desconectar la subestación de la red de transporte o desconectar las líneas de distribución.
- Los transformadores reducen los voltajes de transmisión, 35 kV o más, hasta tensions de distribución primaria. Estos son circuitos de media tensión, generalmente600-35 000  V.
- Desde el transformador, la energía va a la barra colectora que puede dividir la energía de distribución en múltiples direcciones. El autobús distribuye energía a las líneas de distribución, que se distribuyen a los clientes.

La distribución urbana es principalmente subterránea, a veces en conductos de servicios públicos comunes. La distribución rural es principalmente sobre el suelo con postes de servicios públicos, y la distribución suburbana es una mezcla.  Más cerca del cliente, un transformador de distribución reduce la energía de distribución primaria a un circuito secundario de bajo voltaje, generalmente 120/240 V
Instalaciones eléctricas

Revisión de instalaciones eléctricas.

Una instalación eléctrica es el conjunto de circuitos eléctricos que tiene como objetivo dotar de energía eléctrica a edificios, instalaciones, lugares públicos, infraestructuras, etc. Incluye los equipos necesarios para asegurar su correcto funcionamiento y la conexión con los aparatos eléctricos correspondientes.
Su función principal es la transformación de la energía eléctrica en otros tipos de energía. Son las instalaciones antagónicas a las instalaciones generadoras.
Para corrientes muy altas en aparatos eléctricos y para corrientes altas distribuidas a través de un edificio, se pueden usar barras colectoras. (El término "bus" es una contracción del latín ómnibus, que significa "para todos"). Cada conductor vivo de un sistema de este tipo es una pieza rígida de cobre o aluminio, generalmente en barras planas (pero a veces como tubería u otras formas). Las barras colectoras abiertas nunca se usan en áreas de acceso público, aunque se usan en plantas de fabricación y patios de distribución de compañías eléctricas para obtener el beneficio del enfriamiento por aire. Una variación es utilizar cables pesados, especialmente cuando es deseable transponer o "enrollar" fases.
En aplicaciones industriales, las barras conductoras a menudo se ensamblan previamente con aisladores en envolventes con conexión a tierra. Este conjunto, conocido como conducto de bus o vía de bus, se puede utilizar para conexiones a aparamenta de gran tamaño o para llevar la alimentación de energía principal a un edificio. Una forma de conducto de bus conocido como "bus enchufable" se utiliza para distribuir energía a lo largo de un edificio; está construido para permitir la instalación de interruptores de derivación o controladores de motor en lugares designados a lo largo del autobús. La gran ventaja de este esquema es la capacidad de eliminar o agregar un circuito derivado sin eliminar el voltaje de todo el conducto.
Los paneles eléctricos son cajas de conexiones de fácil acceso que se utilizan para desviar y cambiar los servicios eléctricos. El término se usa a menudo para referirse a paneles de interruptores o cajas de fusibles. Los códigos locales pueden especificar el espacio libre físico alrededor de los paneles.

### Protección del sistema de energía

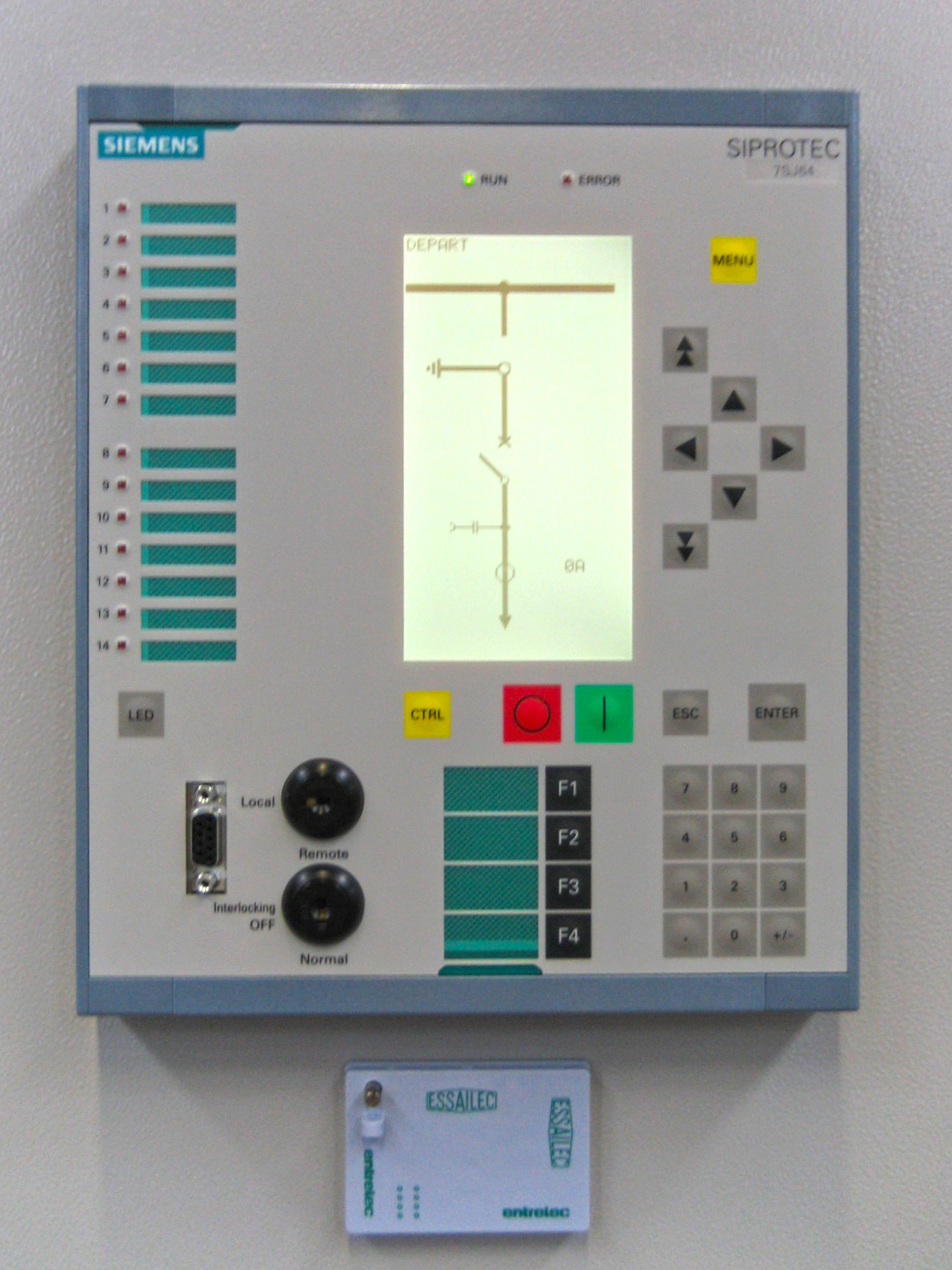
Relé de protección multifunción digital (numérico) para redes de distribución.

La protección del sistema de energía es una rama de la ingeniería de energía eléctrica que se ocupa de la protección de los sistemas de energía eléctrica contra fallas a través de la desconexión de las partes defectuosas del resto de la red eléctrica. El objetivo de un esquema de protección es mantener estable el sistema de energía aislando solo los componentes que tienen fallas, dejando la mayor parte de la red aún en funcionamiento. Por lo tanto, los esquemas de protección deben aplicar un enfoque muy pragmático y pesimista para eliminar las fallas del sistema. Los dispositivos que se utilizan para proteger los sistemas de energía de fallas se denominan dispositivos de protección.
Los sistemas de protección suelen constar de cinco componentes:
- Transformadores de corriente y voltaje para reducir los altos voltajes y corrientes del sistema de energía eléctrica a niveles convenientes para que los relés los manejen.
- Relés de protección para detectar la falla e iniciar una orden de disparo o desconexión
- Disyuntores para abrir / cerrar el sistema según los comandos de relé y reenganchador automático
- Baterías para proporcionar energía en caso de desconexión de energía en el sistema
- Canales de comunicación para permitir el análisis de corriente y voltaje en terminales remotos de una línea y permitir el disparo remoto del equipo.

Para partes de un sistema de distribución, los fusibles son capaces de detectar y desconectar fallas.
Pueden ocurrir fallas en cada parte, como fallas de aislamiento, líneas de transmisión caídas o rotas, funcionamiento incorrecto de los disyuntores, cortocircuitos y circuitos abiertos. Los dispositivos de protección se instalan con el objetivo de proteger los activos y garantizar el suministro continuo de energía.
El tablero de distribución es una combinación de interruptores de desconexión eléctrica, fusibles o disyuntores utilizados para controlar, proteger y aislar equipos eléctricos. Los interruptores son seguros para abrirse bajo corriente de carga normal (algunos interruptores no son seguros para operar bajo condiciones normales o anormales), mientras que los dispositivos de protección son seguros para abrirse bajo corriente de falla. Los equipos muy importantes pueden tener sistemas de protección completamente redundantes e independientes, mientras que una línea de distribución secundaria menor puede tener una protección muy simple y de bajo costo.

### Coordinación
La coordinación de dispositivos de protección es el proceso de determinar el "mejor ajuste" de la interrupción de la corriente cuando ocurren condiciones eléctricas anormales. El objetivo es minimizar una interrupción en la mayor medida posible. Históricamente, la coordinación de los dispositivos de protección se realizaba en papel de registro traslúcido. Los métodos modernos normalmente incluyen análisis e informes detallados por computadora.
La coordinación de la protección también se maneja dividiendo el sistema de energía en zonas protectoras. Si ocurriera una falla en una zona determinada, se ejecutarán las acciones necesarias para aislar esa zona de todo el sistema. Las definiciones de zona incluyen generadores, buses, transformadores, líneas de transmisión y distribución y motores. Además, las zonas poseen las siguientes características: zonas superpuestas, las regiones superpuestas indican interruptores automáticos y todos los interruptores automáticos en una zona determinada con una falla se abrirán para aislar la falla. Las regiones superpuestas se crean mediante dos conjuntos de transformadores de instrumentos y relés para cada interruptor automático. Están diseñados para redundancia para eliminar áreas desprotegidas; sin embargo, las regiones superpuestas están diseñadas para permanecer lo más pequeñas posible, de modo que cuando ocurre una falla en una región de superposición y las dos zonas que abarcan la falla están aisladas, el sector del sistema de energía que se pierde del servicio es todavía pequeño a pesar de las dos zonas. estar aislado

## Mantenimiento eléctrico y electromecánico
El mantenimiento eléctrico y electromecánico cubre todos los aspectos de prueba, monitoreo, reparación y reemplazo de elementos de cualquier sistema eléctrico y mecánicos asociados a estos.

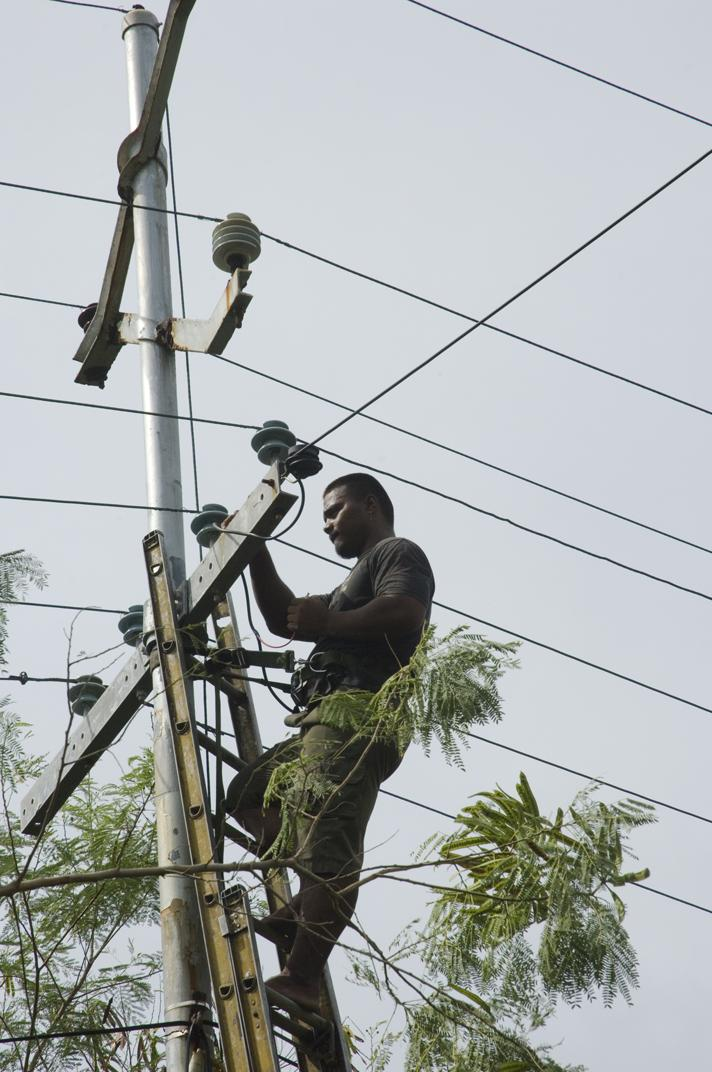
Mantenimiento de líneas de transmisión.

Generalmente realizado por un profesional autorizado con un conocimiento completo del Código Eléctrico Nacional y las regulaciones locales, el mantenimiento eléctrico cubre áreas tan diversas como:
- Motores
- Generadores
- Transformadores.
- Otras máquinas eléctricas
- Sistemas de iluminación
- Protección contra sobretensiones
- Líneas de transmisión
- Instalaciones eléctricas
Con una mayor dependencia tanto de la recopilación de datos como de la maquinaria ejecutada por software de computadora, el mantenimiento eléctrico es más vital que nunca. La falla de un solo componente en el sistema eléctrico puede causar un tiempo de inactividad extenso o pérdida de datos.

### Mercado de la electricidad
En términos económicos, la electricidad es un bien que se puede comprar, vender y comerciar. Un mercado de electricidad, también de intercambio de energía o PX, es un sistema que permite compras, a través de licitaciones de compra; ventas, a través de ofertas de venta; y negociación a corto plazo, generalmente en forma de permutas financieras o de obligaciones. Las licitaciones y ofertas utilizan principios de oferta y demanda para fijar el precio. Las transacciones a largo plazo son contratos similares a los acuerdos de compra de energía y generalmente se consideran transacciones bilaterales privadas entre contrapartes.

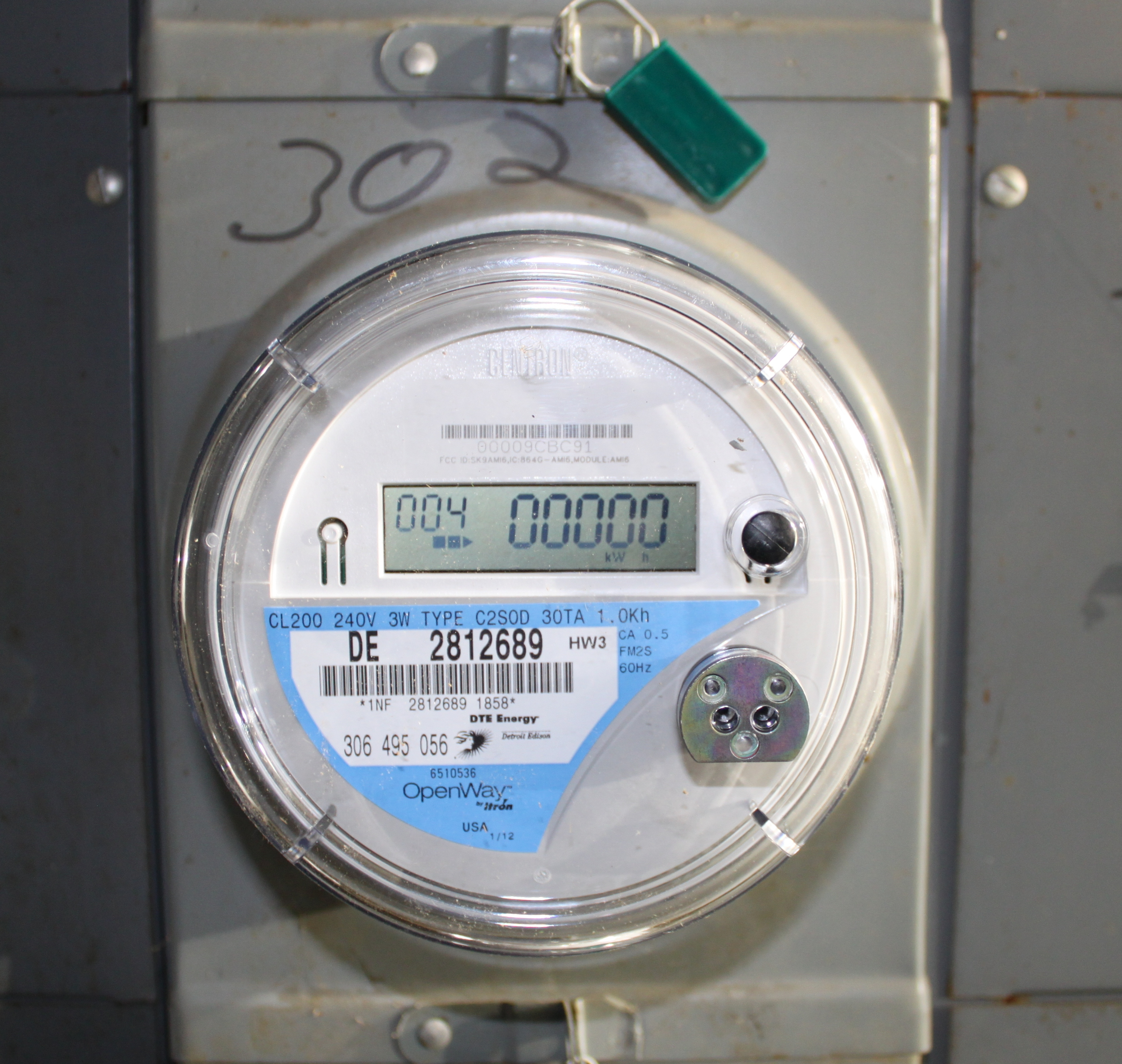
Medidor de electricidad.

Las transacciones al por mayor (licitaciones y ofertas) de electricidad suelen ser compensadas y liquidadas por el operador del mercado o una entidad independiente de propósito especial a cargo exclusivamente de esa función. Los operadores del mercado no compensan las operaciones, pero a menudo requieren conocimiento del comercio para mantener la generación y el equilibrio de carga. Los productos básicos dentro de un mercado eléctrico generalmente consisten en dos tipos: potencia y energía. La potencia es la tasa de transferencia eléctrica neta medida en un momento dado y se mide en megavatios (MW). La energía es la electricidad que fluye a través de un punto medido durante un período determinado y se mide en megavatios hora (MWh).
Los mercados de productos básicos relacionados con la energía comercializan la producción neta de generación durante varios intervalos, por lo general en incrementos de 5, 15 y 60 minutos. Los mercados de productos básicos relacionados con la energía requeridos y administrados por (y pagados por) los operadores del mercado para garantizar la confiabilidad, se consideran servicios auxiliares e incluyen nombres como reserva giratoria, reserva no giratoria, reservas operativas, reserva receptiva, regulación ascendente, regulación descendente y capacidad instalada.
Además, para la mayoría de los principales operadores, existen mercados para la congestión de la transmisión y los derivados de la electricidad, como los futuros y las opciones de electricidad, que se negocian activamente. Estos mercados se desarrollaron como resultado de la reestructuración de los sistemas de energía eléctrica en todo el mundo. Este proceso se ha desarrollado a menudo en paralelo con la reestructuración de los mercados del gas natural.
Contador
El principio básico de la oferta no ha cambiado mucho con el tiempo. La cantidad de energía utilizada para el consumo doméstico, y por lo tanto, el importe que se cobra en la factura eléctrica, se mide a través de un contador de la luz que normalmente se coloca cerca de la entrada de un hogar, para proporcionar un fácil acceso al mismo.
A los clientes generalmente se les carga una cuota de servicio mensual, tarifa de acceso o término de potencia (el fijo) y los cargos adicionales basados en la energía eléctrica (en kWh) consumida por el hogar o negocio durante el mes. Los consumidores comerciales e industriales normalmente tienen esquemas de precios más complejos. Estos requieren medidores que cuantifican el uso de energía en intervalos de tiempo (tal como puede ser media hora) para imponer cargos basados tanto en la cantidad de energía consumida, como en la tasa máxima de consumo, es decir, la demanda máxima, que se mide en kilovoltioamperios (kVA).

### Energías renovables
La energía renovable es energía útil que se recolecta de recursos renovables, que se reponen naturalmente en una escala de tiempo humana, incluidas fuentes neutrales en carbono como la luz solar, el viento, la lluvia, las mareas, las olas y el calor geotérmico.  

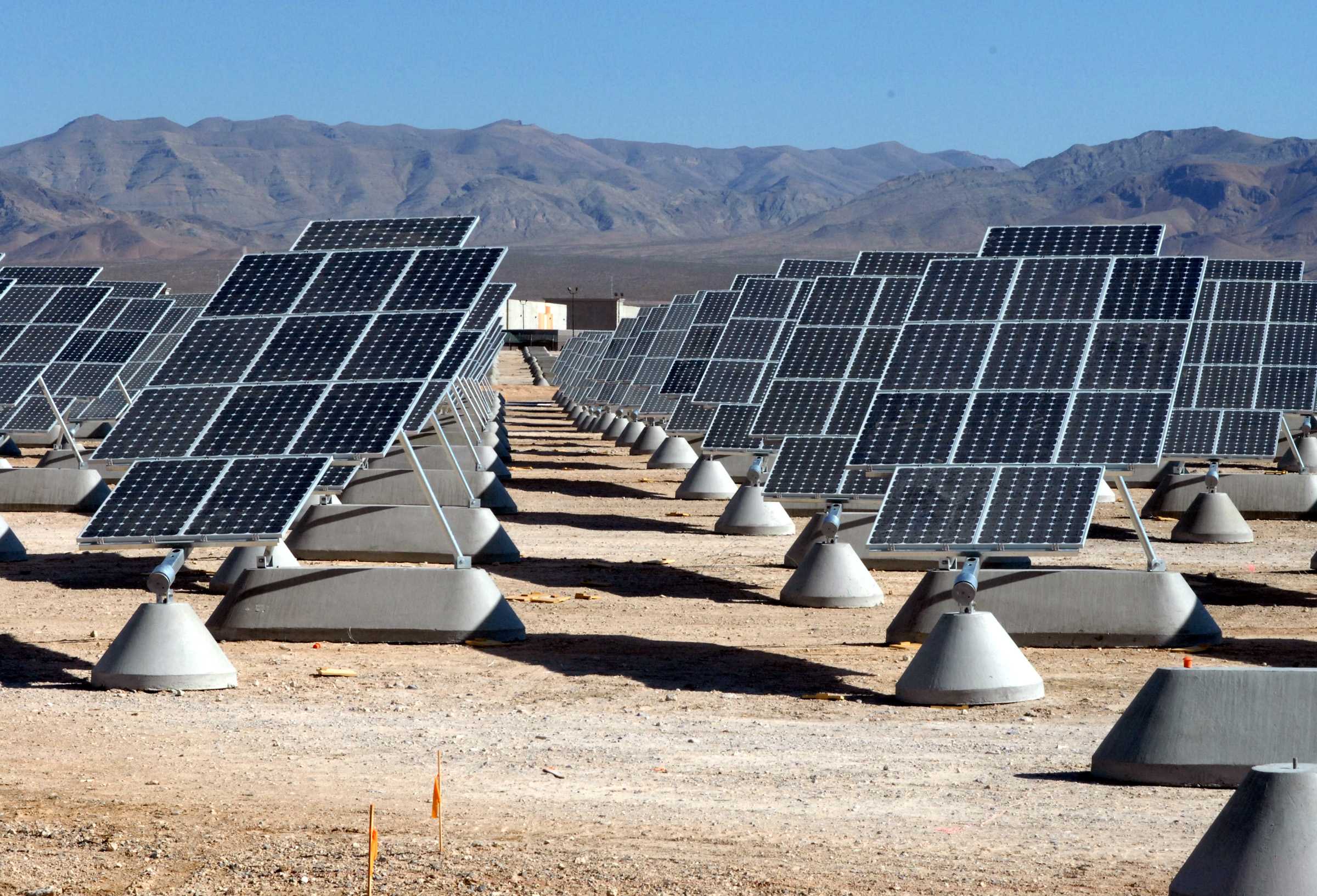
Central fotovoltaica.

La energía renovable a menudo proporciona energía en cuatro áreas importantes: generación de electricidad, calefacción / refrigeración de aire y agua, transporte y servicios energéticos rurales (fuera de la red) 
Los recursos de energía renovable y las oportunidades importantes para la eficiencia energética existen en amplias áreas geográficas, en contraste con otras fuentes de energía, que se concentran en un número limitado de países. El rápido despliegue de la energía renovable y la eficiencia energética, y la diversificación tecnológica de las fuentes de energía, darían como resultado importantes beneficios económicos y de seguridad energética.
A nivel nacional, al menos 30 naciones de todo el mundo ya cuentan con energía renovable que contribuye con más del 20 por ciento del suministro de energía. Se prevé que los mercados nacionales de energía renovable sigan creciendo con fuerza en la próxima década y más allá.  Al menos dos países, Islandia y Noruega, ya generan toda su electricidad utilizando energía renovable, y muchos otros países se han fijado el objetivo de alcanzar el 100% de energía renovable en el futuro.  Al menos 47 naciones de todo el mundo ya tienen más del 50 por ciento de la electricidad a partir de recursos renovables. Los recursos de energía renovable existen en amplias áreas geográficas, en contraste con los combustibles fósiles, que se concentran en un número limitado de países. El rápido despliegue de tecnologías de energía renovable y eficiencia energética está dando como resultado una seguridad energética significativa, mitigación del cambio climático y beneficios económicos.  En las encuestas internacionales de opinión pública existe un fuerte apoyo a la promoción de fuentes renovables como la energía solar y la energía eólica. 

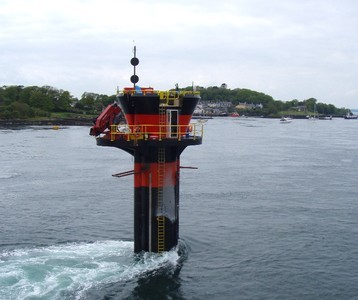
Generador.

Si bien muchos proyectos de energía renovable son a gran escala, las tecnologías renovables también son adecuadas para áreas rurales y remotas y países en desarrollo, donde la energía es a menudo crucial para el desarrollo humano.  Dado que la mayoría de las tecnologías de energía renovable proporcionan electricidad, el despliegue de energía renovable a menudo se aplica junto con una mayor electrificación, lo que tiene varios beneficios: la electricidad se puede convertir en calor, se puede convertir en energía mecánica con alta eficiencia y está limpio en el punto de consumo. Además, la electrificación con energías renovables es más eficiente y, por lo tanto, conduce a reducciones significativas en los requisitos de energía primaria.
Para 2040, se prevé que la energía renovable sea igual a la generación de electricidad a base de carbón y gas natural. Varias jurisdicciones, incluidas Dinamarca, Alemania, el estado de Australia del Sur y algunos estados de EE. UU. Han logrado una alta integración de las energías renovables variables. Por ejemplo, en 2015 la energía eólica cubrió el 42% de la demanda de electricidad en Dinamarca, el 23,2% en Portugal y el 15,5% en Uruguay. Los interconectores permiten a los países equilibrar los sistemas eléctricos al permitir la importación y exportación de energía renovable. Han surgido sistemas híbridos innovadores entre países y regiones.
1. Energía eólica
2. Energía hidroeléctrica
3. Energía solar
4. Energía geotérmica
5. Energía núclear 
Hidrógeno verde

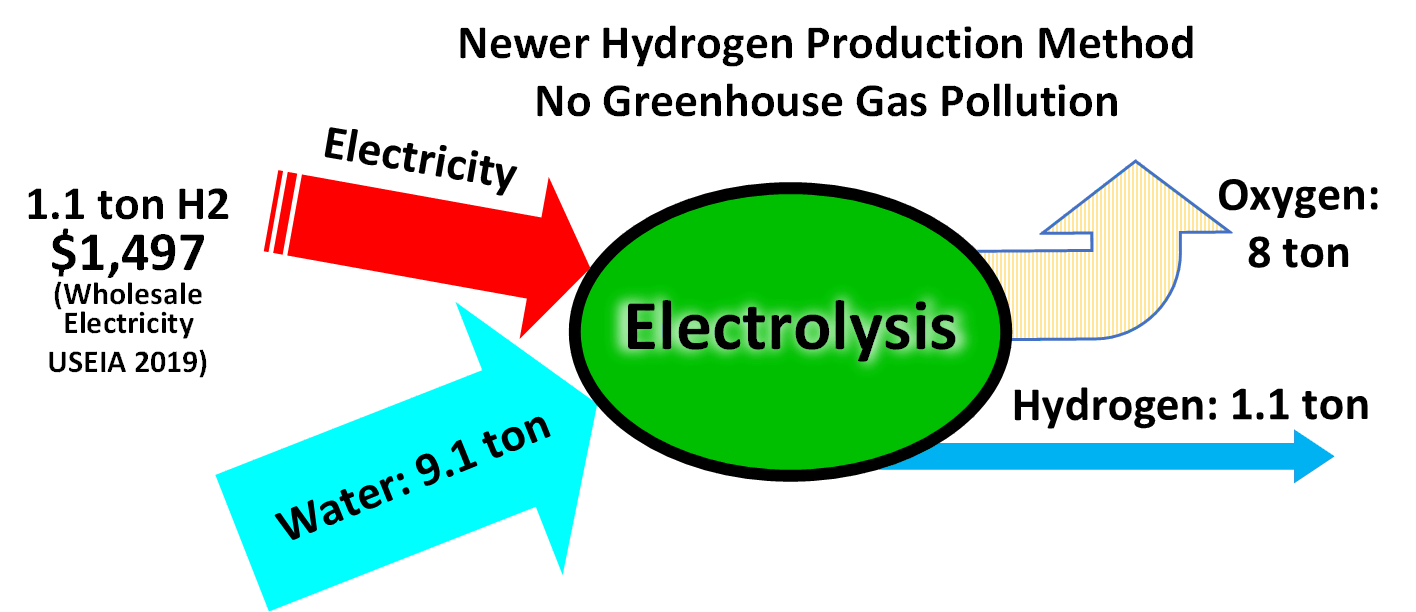
Electrólisis del agua.

Esta tecnología se basa en la generación de hidrógeno, un combustible universal, ligero y altamente reactivo, mediante un proceso químico conocido como electrólisis. Este método utiliza una corriente eléctrica para separar el hidrógeno del oxígeno en el agua. Si esta electricidad se obtiene a partir de fuentes renovables, produciremos, por tanto, energía sin emitir dióxido de carbono a la atmósfera.
Esta fuente de energía tiene las siguientes ventajas:
- 100% sostenible: el hidrógeno verde no emite gases contaminantes ni durante la combustión ni durante la producción.
- Almacenable: el hidrógeno es fácil de almacenar, lo que permite su posterior uso para otros fines y en momentos distintos a los inmediatamente posteriores a su producción.
- Versátil: el hidrógeno verde puede transformarse en electricidad o gas sintético y utilizarse para fines domésticos, comerciales, industriales o de movilidad.
- Transportable: se puede mezclar con gas natural en proporciones de hasta el 20% y viajar por las mismas tuberías e infraestructura de gas, aumentar este porcentaje requeriría cambiar diferentes elementos en las redes de gas existentes para hacerlas compatibles.

## Eficiencia energética
La eficiencia de un sistema en electrónica e ingeniería eléctrica se define como la producción de potencia útil dividida por la potencia eléctrica total consumida (una expresión fraccionaria), típicamente denotada por la letra griega eta minúscula (η - ήτα).
Si la producción y la entrada de energía se expresan en las mismas unidades, la eficiencia es un número adimensional. Cuando no es habitual o conveniente representar la energía de entrada y salida en las mismas unidades, las cantidades similares a la eficiencia tienen unidades asociadas. Por ejemplo, la tasa de calor de una planta de energía de combustibles fósiles puede expresarse en BTU por kilovatio-hora. La eficacia luminosa de una fuente de luz expresa la cantidad de luz visible para una cierta cantidad de transferencia de energía y tiene las unidades de lúmenes por vatio.

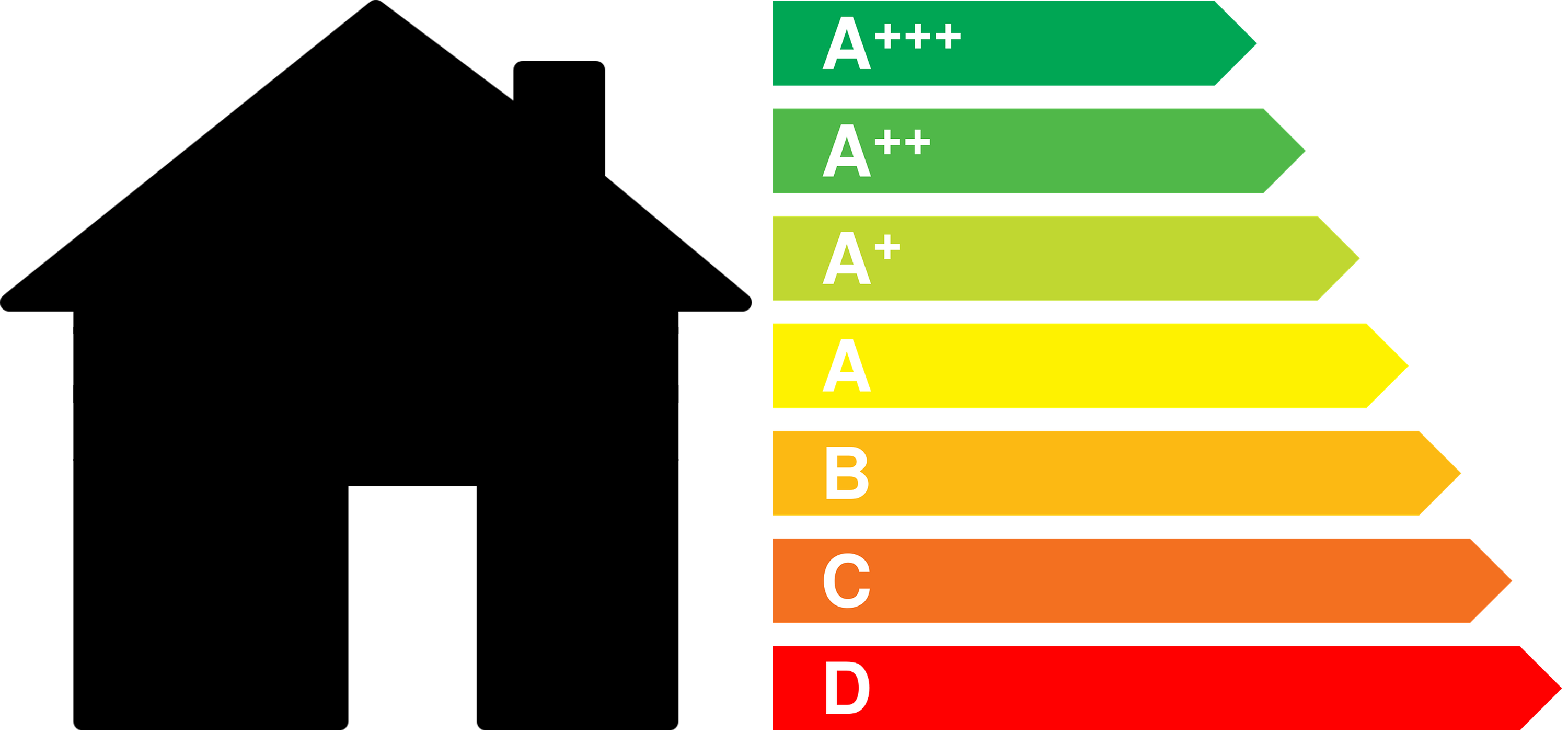

La eficiencia no debe confundirse con la efectividad : un sistema que desperdicia la mayor parte de su potencia de entrada pero produce exactamente lo que debe, es efectivo pero no eficiente. El término "eficiencia" sólo tiene sentido en referencia al efecto deseado. Una bombilla, por ejemplo, puede tener un 2% de eficiencia en la emisión de luz y aun así tener un 98% de eficiencia en la calefacción de una habitación (en la práctica, es casi un 100% de eficiencia en la calefacción de una habitación porque la energía de la luz también se convertirá finalmente en calor. (parte de la pequeña fracción que sale por las ventanas). Un amplificador electrónico que entrega 10 vatios de potencia a su carga (por ejemplo, un altavoz), mientras que consumir 20 vatios de energía de una fuente de energía es 50% eficiente. (10/20 × 100 = 50%)
Eficiencia electromecánica:
Comparar el trabajo realizado por los sistemas motor-generador con las entradas de energía para calcular la eficiencia.
Con la mayoría de las conversiones de energía, se pierde algo de energía en el proceso, por lo que los ingenieros mejoran la eficiencia energética de los sistemas electromecánicos para reducir el consumo de energía. Hacer que los sistemas que incluyen conversiones de energía sean más eficientes puede ayudar a reducir el consumo de combustibles fósiles y reducir las emisiones de gases de efecto invernadero.
El rendimiento, la eficiencia y la confiabilidad significativamente mejorados se ofrecen a través del control electrodinámico inteligente en la transferencia de fuerza y potencia que beneficiara a las aplicaciones en todos los sectores de ingeniería 
Eficacia luminosa

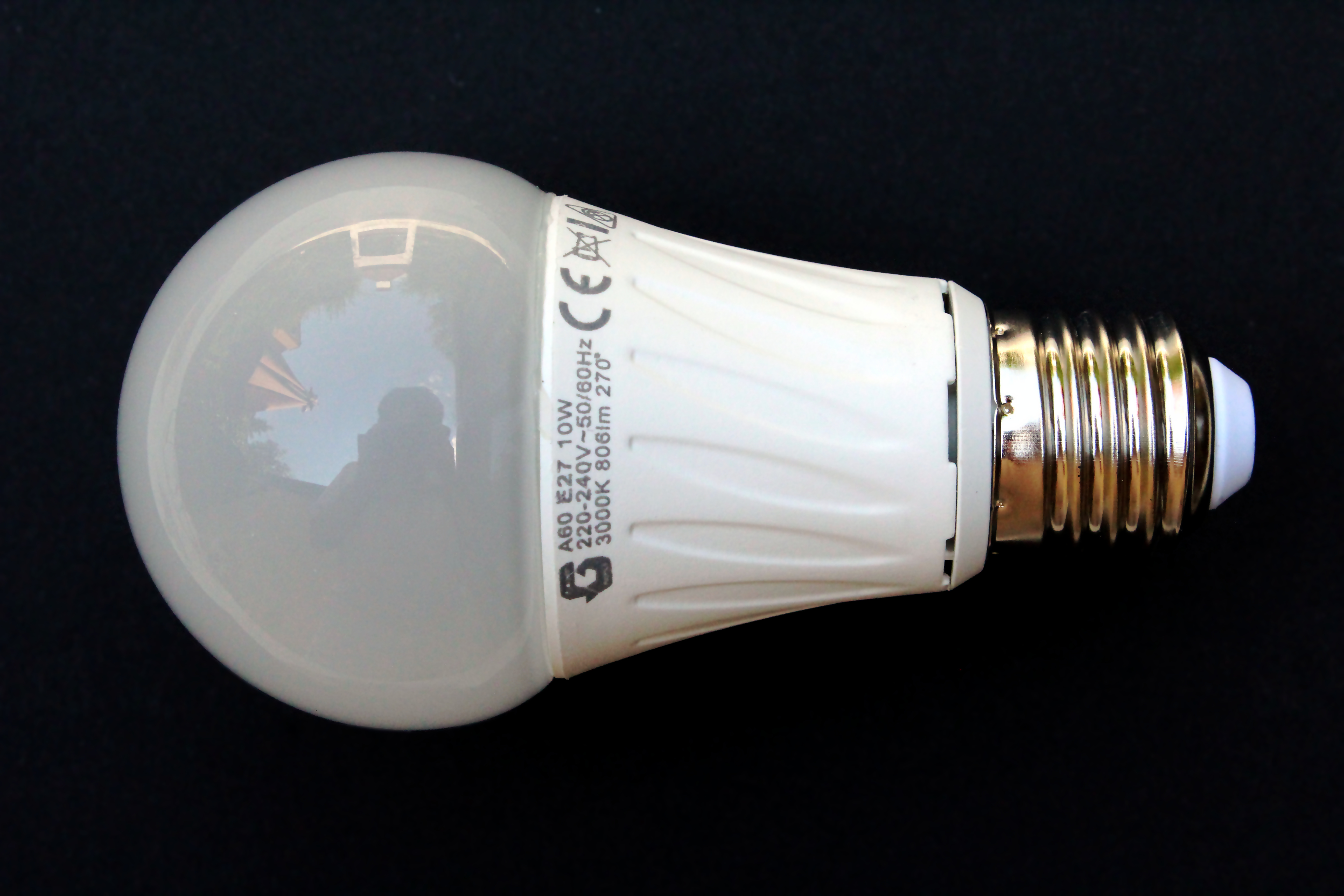

La eficacia luminosa es una medida de qué tan bien una fuente de luz produce luz visible. Es la relación entre el flujo luminoso y la potencia, medida en lúmenes por vatio en el Sistema Internacional de Unidades (SI). Dependiendo del contexto, la energía puede ser el flujo radiante de la salida de la fuente o puede ser la energía total (energía eléctrica, energía química u otras) consumida por la fuente.  lo general, el sentido del término que se pretende debe inferirse del contexto y, a veces, no está claro. El primer sentido a veces se denomina eficacia luminosa de la radiación, y el segundo eficacia luminosa de una fuente o eficacia luminosa global. 
No todas las longitudes de onda de la luz son igualmente visibles, o igualmente efectivas para estimular la visión humana, debido a la sensibilidad espectral del ojo humano ; la radiación en las partes infrarroja y ultravioleta del espectro es inútil para la iluminación. La eficacia luminosa de una fuente es el producto de qué tan bien convierte la energía en radiación electromagnética y qué tan bien el ojo humano detecta la radiación emitida.
Eficiencia de iluminación
Las fuentes de luz artificial generalmente se evalúan en términos de eficacia luminosa de la fuente, también llamada a veces eficacia de enchufe de pared. Esta es la relación entre el flujo luminoso total emitido por un dispositivo y la cantidad total de energía de entrada (eléctrica, etc.) que consume. La eficacia luminosa de la fuente es una medida de la eficiencia del dispositivo con la salida ajustada para tener en cuenta la curva de respuesta espectral (la función de luminosidad). Cuando se expresa en forma adimensional (por ejemplo, como una fracción de la eficacia luminosa máxima posible), este valor puede ser llamado eficacia luminosa de una fuente, eficiencia luminosa global o eficiencia de la iluminación.

### Iluminación artificial
La iluminación artificial es el uso deliberado de la luz para lograr efectos prácticos o estéticos, incluye el uso de fuentes de luz como lámparas y artefactos de iluminación 
Las luces de la calle se utilizan para iluminar carreteras y pasillos durante la noche. Algunos fabricantes están diseñando luminarias led y fotovoltaicas para proporcionar una alternativa energéticamente eficiente a las luminarias tradicionales de la calle. 
Los reflectores se pueden utilizar para iluminar las zonas de trabajo  o los campos de juego al aire libre durante las horas nocturnas.  El tipo más común de proyectores son las luces de haluro metálico y las de sodio de alta presión.
Las luces de baliza están colocadas en la intersección de dos caminos para ayudar en la navegación.

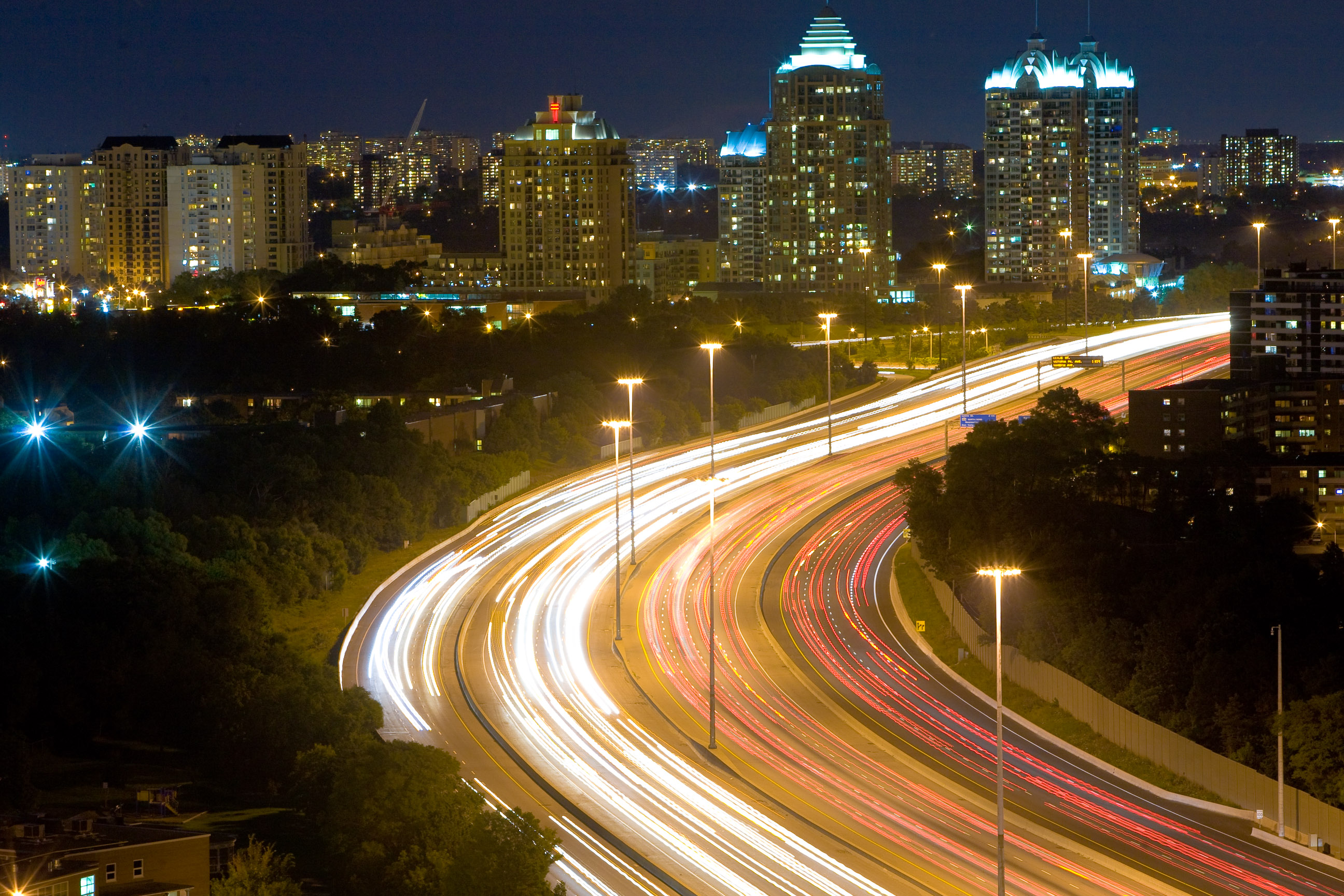

A veces, la iluminación de seguridad se puede usar a lo largo de carreteras en áreas urbanas o detrás de casas o instalaciones comerciales. Estas son luces extremadamente brillantes que se usan para disuadir el crimen. Las luces de seguridad pueden incluir focos y activarse con interruptores PIR que detectan fuentes de calor en movimiento en la oscuridad.
Las luces de entrada se pueden usar en el exterior para iluminar y señalar la entrada a una propiedad.  Estas luces se instalan por motivos de seguridad, protección y decoración.
La iluminación de acento subacuática también se utiliza para estanques de koi, fuentes, piscinas y similares.
Los letreros de neón se utilizan con mayor frecuencia para llamar la atención en lugar de iluminar.
Los sistemas de control de iluminación reducen el uso y el costo de energía al ayudar a proporcionar luz solo cuando y donde se necesita. Los sistemas de control de iluminación generalmente incorporan el uso de horarios, control de ocupación y control de fotocélulas (es decir, aprovechamiento de la luz del día). Algunos sistemas también admiten la respuesta a la demanda y atenuarán o apagarán las luces automáticamente para aprovechar los incentivos de los servicios públicos. Los sistemas de control de iluminación a veces se incorporan en sistemas de automatización de edificios más grandes.
Los vehículos suelen incluir faros y luces traseras. Los faros son luces blancas o amarillas selectivas colocadas en la parte delantera del vehículo, diseñadas para iluminar la carretera próxima y hacer que el vehículo sea más visible. Muchos fabricantes están recurriendo a los faros led como una alternativa energéticamente eficiente a los faros tradicionales.
Los ingenieros de esta concentración pueden trabajar en industrias tales como : productos de consumo y tecnologías relacionadas, diseño interior / arquitectónico, comercio minorista, entretenimiento / teatro, construcción y en empresas de desarrollo y diseño de tecnología lumínica.
Su trabajo incluye desarrollar accesorios de iluminación, postes y aplicaciones físicas (atención médica, paisaje, carreteras) más rentables para desarrollar iluminación personal novedosa, para diseñar nuevas fuentes de luz como led. Los consultores de iluminación ayudan a las firmas de construcción y arquitectura a aplicar la iluminación en formas artísticas y estéticas, así como en formas de eficiencia energética, discretas e incluso que mejoran la seguridad personal. Además dan mantenimiento al alumbrado, lámparas, reflectores públicos y crean sistemas de iluminación.

## Sistemas eléctricos de potencia especializados
Son sistemas eléctricos de potencia diferentes a las redes eléctricas de consumo.

### Sistemas eléctricos de potencia de aeronaves
Es una red autónoma de componentes que generan, transmiten, distribuyen, utilizan y almacenan energía eléctrica.
Todos los sistemas eléctricos de las aeronaves tienen componentes con la capacidad de generar electricidad. Dependiendo de la aeronave, se utilizan generadores o alternadores para producir electricidad. Estos suelen ser impulsados por motor, pero también pueden ser impulsados por una APU, un motor hidráulico o una turbina de aire. La salida del generador es normalmente de 115-120 V / 400 HZ CA, 28 V CC o 14 V CC. La energía del generador se puede usar sin modificaciones o se puede enrutar a través de transformadores, rectificadores o inversores para cambiar el voltaje o el tipo de corriente.
La salida del generador normalmente se dirigirá a uno o más buses de distribución. Los componentes individuales se alimentan desde el bus con protección de circuito en forma de disyuntor o fusible incorporado en el cableado.
La salida del generador también se utiliza para cargar la (s) batería (s) de la aeronave. Las baterías suelen ser de tipo plomo-ácido o NICAD, pero las baterías de litio son cada vez más comunes. Se utilizan tanto para el arranque de aeronaves como fuente de energía de emergencia en caso de falla del sistema de generación o distribución.
Suelen ser sistemas de voltaje múltiple que utilizan una combinación de buses de CA y CC para alimentar varios componentes de la aeronave. La generación de energía primaria es normalmente CA con una o más Unidades Rectificadoras de Transformador (TRU)proporcionando conversión a voltaje de CC para alimentar los buses de CC. La generación de CA secundaria de una APU generalmente se proporciona para uso en tierra cuando los motores no están en funcionamiento y para uso aéreo en caso de falla de un componente. La generación terciaria en forma de motor hidráulico o RAT también puede incorporarse al sistema para proporcionar redundancia en caso de múltiples fallas. Los componentes esenciales de CA y CC están conectados a buses específicos y se toman medidas especiales para proporcionar energía a estos buses en casi todas las situaciones de falla. En caso de que se pierda toda la generación de energía de CA, se incluye un inversor estático en el sistema para que el bus de CA esencial se pueda alimentar con las baterías de la aeronave.

### Sistemas eléctricos de potencia de vehículos terrestres
Son redes autónomas de componentes que generan, transmiten, distribuyen, utilizan y almacenan energía eléctrica.
Los vehículos de propulsión eléctrica avanzada, como los vehículos híbridos-eléctricos, los vehículos eléctricos híbridos enchufables, los vehículos eléctricos de celda de combustible y los vehículos eléctricos de batería requieren electrónica de potencia y máquinas eléctricas para funcionar.
Inversor principal
Los inversores y convertidores de potencia se utilizan para invertir la corriente continua (CC) del paquete de baterías HV en corriente alterna (CA) para los motores que impulsan el vehículo por la carretera; también convierten CA en CC para cargar la batería HV. Con un tren motriz eléctrico, el inversor controla el motor eléctrico de una manera algo equivalente a cómo la Unidad de Control del Motor (ECU) de un vehículo con motor de combustión interna de gas o diésel determina el comportamiento de conducción del vehículo; también captura la energía cinética liberada a través del frenado regenerativo y la retroalimenta a la batería. Como resultado, la autonomía del vehículo está directamente relacionada con la eficiencia del inversor principal.
Convertidores CC / CC
Los diversos componentes electrónicos de un automóvil o camión requieren diferentes niveles de voltaje. El requisito más básico para la conversión CC / CC es alimentar las cargas tradicionales de 12 V. Cuando está funcionando un vehículo con motor de combustión estándar, un alternador conectado al motor proporciona la energía para todas las cargas eléctricas y también recarga la batería. El motor de combustión interna en los HEV puede estar apagado durante períodos prolongados de tiempo, por lo que no se puede confiar en un alternador para proporcionar energía a las cargas auxiliares. Un convertidor CC / CC carga la batería de 12 V del bus HV, eliminando así el alternador de 14 V.
Gestión de la batería
Para alimentar los motores eléctricos, los paquetes de baterías grandes se componen de cientos de celdas instaladas en el vehículo y que producen aproximadamente 400 V de potencia. Los paquetes de baterías se gestionan y supervisan mediante un sistema de gestión de baterías (BMS) y se cargan mediante un módulo convertidor AC / DC integrado, con voltajes que van desde sistemas monofásicos de 110 V a trifásicos de 380 V.
El sistema de gestión de la batería es un elemento clave en la arquitectura general de HEV y EV. No solo puede extender la vida útil de la batería, sino que también puede extender el rango posible del vehículo. El estado de salud (SoH), el estado de carga (SoC) y la profundidad de descarga (DoD) de la batería se controlan constantemente. A medida que las celdas de la batería envejecen, la capacidad de las celdas individuales cambia e impacta negativamente en la capacidad total de la batería. Afortunadamente, los circuitos de supervisión de la celda permiten el equilibrio de la celda durante la carga y descarga. Si bien el sistema de energía del vehículo ve el paquete de baterías como una única fuente de alto voltaje, el sistema de control de la batería debe considerar la condición de cada batería de forma independiente. Si una batería en una pila tiene una capacidad ligeramente menor que las otras baterías, luego, su SoC se desviará gradualmente del resto de las baterías durante múltiples ciclos de carga y descarga. Cuantas más celdas tenga un paquete en serie, mayor será la posible diferencia en el estado de carga, la impedancia y la capacidad que afecten al suministro de energía del paquete.
Un sistema de protección y administración de la batería a bordo controla el estado de la batería durante la carga y descarga para permitir la mayor duración posible de la batería. Los dispositivos de monitoreo de batería integran todos los componentes necesarios para la medición de voltaje y corriente, aislamiento de señal y monitoreo de seguridad. Dado que la mayoría de los paquetes de baterías EV y HEV ahora son formulaciones de iones de litio, la protección y el monitoreo de la batería son una necesidad. A los voltajes operativos más altos experimentados en los vehículos eléctricos, la sobretensión puede ser catastrófica.

### Sistemas eléctricos de potencia de barcos
La energía a bordo se genera utilizando un motor primario y un alternador que trabajan juntos. Para ello se utiliza a bordo un generador de corriente alterna. El generador funciona según el principio de que cuando varía un campo magnético alrededor de un conductor, se induce una corriente en el conductor.
El generador consta de un conjunto fijo de conductores enrollados en bobinas sobre un núcleo de hierro. Esto se conoce como estátor. Un imán giratorio llamado rotor gira dentro de este estátor produciendo un campo magnético. Este campo atraviesa el conductor, generando un EMF inducido o fuerza electromagnética cuando la entrada mecánica hace que el rotor gire.
Tablero de interruptores principal que es un recinto metálico que toma la energía del generador diésel y la suministra a diferentes maquinarias.
Barras colectoras que actúa como portador y permite la transferencia de carga de un punto a otro. Los disyuntores que actúan como un interruptor y en condiciones inseguras se pueden disparar para evitar averías y accidentes. Fusibles como dispositivo de seguridad para maquinaria.
Transformadores para subir o bajar el voltaje. Cuando se va a suministrar suministro al sistema de iluminación, se utiliza un transformador reductor en el sistema de distribución.
En un sistema de distribución de energía, el voltaje al que funciona el sistema suele ser de 440 voltios.
Hay algunas instalaciones grandes donde el voltaje es tan alto como 6600v.
La energía se suministra a través de disyuntores a maquinaria auxiliar grande a alto voltaje.Para suministros más pequeños se utilizan fusibles y disyuntores en miniatura.
El sistema de distribución es de tres cables y puede tener aislamiento neutro o conexión a tierra.
El sistema aislado es más preferido en comparación con el sistema conectado a tierra porque durante una falla a tierra se puede perder maquinaria esencial, como el mecanismo de dirección.

### Estaciones de carga
Una estación de carga, también llamado  punto de recarga eléctrica y equipo de suministro de vehículo eléctrico, es una máquina que los suministros de energía eléctrica a la carga plug-in eléctrica vehículos, incluidos automóviles, vehículos eléctricos del vecindario, camiones, autobuses y otros.

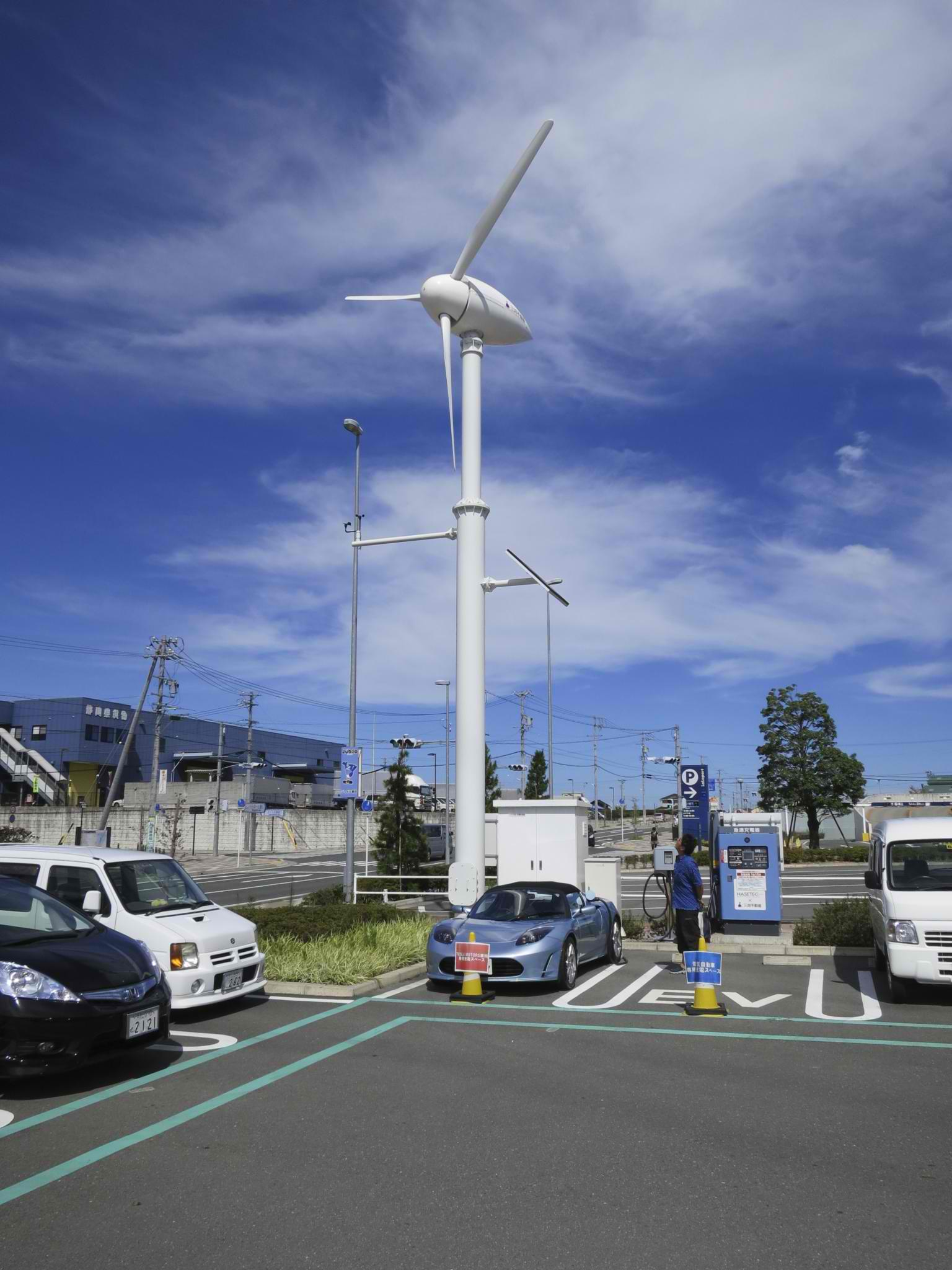
Estación de carga con aerogenerador.

Algunos vehículos eléctricos tienen convertidores a bordo que se conectan a una toma de corriente estándar o una toma de corriente de mayor voltaje. Otros usan estaciones de carga personalizadas.
Las estaciones de carga proporcionan conectores que cumplen con una variedad de estándares. Para una carga rápida de corriente continua común, los cargadores están equipados con varios adaptadores, como el sistema de carga combinado (CCS), CHAdeMO y carga rápida de CA.
Las estaciones de carga públicas se encuentran típicamente al lado de la calle o en centros comerciales minoristas, instalaciones gubernamentales y áreas de estacionamiento.
Corriente alterna (CA)
Las estaciones de carga de CA conectan los circuitos de carga a bordo del vehículo directamente al suministro de CA. 
- Nivel 1 de CA : se conecta directamente a un tomacorriente residencial estándar de 120 V en América del Norte; capaz de suministrar 12-16 A (1,4-1,92 kW) dependiendo de la capacidad de un circuito dedicado.
- Nivel 2 de CA : utiliza energía residencial de 240 V o comercial de 208 V para suministrar entre 6 y 80 A (1,4-19,2 kW). Proporciona un aumento significativo de la velocidad de carga con respecto a la carga de nivel 1.

Corriente continua (CC)
Comúnmente llamada de forma incorrecta Carga de nivel 3, la carga rápida de CC se clasifica por separado. En la carga rápida de CC, la energía de la red pasa a través de un inversor de CA / CC antes de llegar a la batería del vehículo, sin pasar por los circuitos de carga integrados. 
- Nivel 1 de CC: suministra un máximo de 80 kW a 50-1000 V.
- Nivel de CC 2: Suministra un máximo de 400 kW a 50-1000 V.

Los primeros dispositivos electrónicos de alta potencia fueron las válvulas de arco de mercurio. En los sistemas modernos, la conversión se realiza con dispositivos de conmutación de semiconductores como diodos, tiristores y transistores de potencia como el MOSFET de potencia y el IGBT. A diferencia de los sistemas electrónicos relacionados con la transmisión y el procesamiento de señales y datos, en la electrónica de potencia se procesan cantidades sustanciales de energía eléctrica. Un convertidor de CA / CC (rectificador) es el dispositivo de electrónica de potencia más típico que se encuentra en muchos dispositivos electrónicos de consumo, por ejemplo, televisores, computadoras personales, cargadores de baterías, etc. El rango de potencia suele ser de decenas de vatios a varios cientos de vatios. En la industria, una aplicación común es el variador de velocidad (VSD) que se utiliza para controlar un motor de inducción. El rango de potencia de los VSD comienza desde unos pocos cientos de vatios y termina en decenas de megavatios.
Los sistemas de conversión de potencia se pueden clasificar según el tipo de potencia de entrada y salida
- CA a CC (rectificador)
- DC a AC (inversor)
- CC a CC (convertidor CC a CC)
- CA a CA (convertidor de CA a CA)

## Diseño y desarrollo de máquinas eléctricas

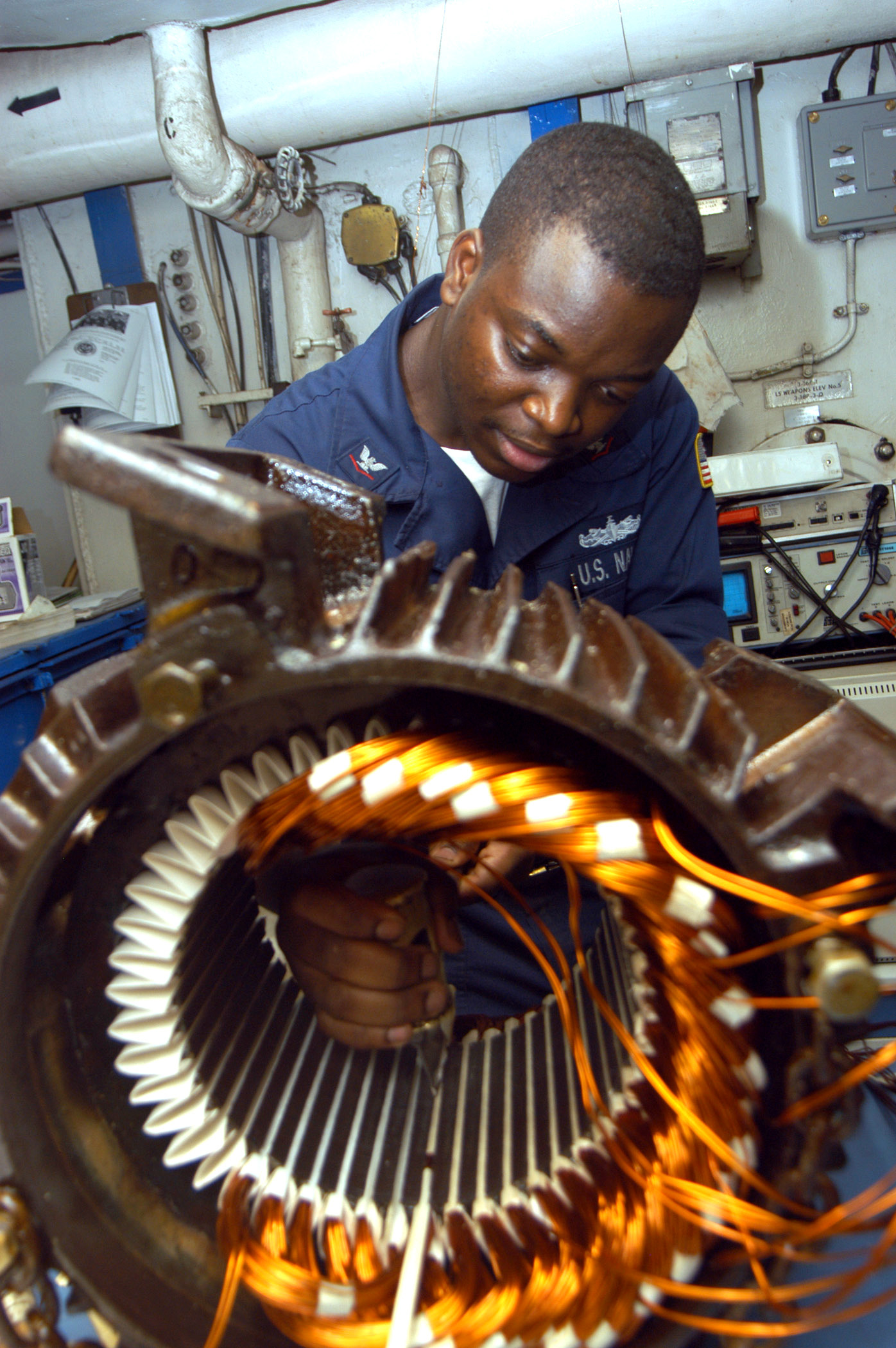
Los motores eléctricos son cada vez más importantes para la industria del transporte.

La máquina eléctrica es un término general para máquinas que utilizan las fuerzas electromagnéticas, tales como motores eléctricos, generadores eléctricos, transformadores, y otros.
El flujo magnético en todas las máquinas eléctricas juega un papel importante en la conversión o transferencia de energía. Campo o devanado magnetizante de rotación. Las máquinas producen el flujo mientras que el devanado del inducido suministra energía eléctrica o energía mecánica. En el caso de los transformadores, el ala primaria abastece la demanda de energía del secundario.
El diseño básico de una máquina eléctrica implica el dimensionamiento del circuito magnético,circuito eléctrico, sistema de aislamiento, etc., y se realiza aplicando ecuaciones analíticas.Un diseñador generalmente se enfrenta a una serie de problemas para los que puede no haber uno.solución, pero muchas soluciones. 
Un diseño debe asegurar que los productos funcionen de acuerdo con los requisitos de mayor eficiencia, menor peso de material para la salida deseada, menor aumento de temperatura y menor costo.También deben ser fiables y duraderos.
Factores a tener en cuenta en el diseño de máquinas eléctricas:
Los componentes básicos de todos los aparatos electromagnéticos son el campo y los devanados del inducido soportado por dieléctrico o aislamiento, sistema de refrigeración y piezas mecánicas. Por lo tanto, los factores a considerar en el diseño son:
1.Circuito magnético o ruta de flujo: debe establecer la cantidad requerida de flujo. Las pérdidas del núcleo deberían ser menores.
2. Circuito eléctrico o devanados: debe asegurarse de que se induzca la fem requerida sin
complejidad en la disposición de bobinado. Las pérdidas de cobre deberían ser menores.
3.Aislamiento: Debe garantizar una separación sin problemas de las piezas de la máquina que operan en potencial diferente y confinar la corriente en los caminos prescritos.
4. Sistema de refrigeración o ventilación: debe asegurarse de que la máquina funcione en el temperatura especificada.
5. Partes de la máquina: Deben ser robustas.